# 1888
Portal Geschichte | Portal Biografien | Aktuelle Ereignisse | Jahreskalender | Tagesartikel

◄ |
18. Jahrhundert |
19. Jahrhundert
| 20. Jahrhundert | ►

◄ |
1850er |
1860er |
1870er |
1880er
| 1890er | 1900er | 1910er | ►

◄◄ |
◄ |
1884 |
1885 |
1886 |
1887 |
1888
| 1889 | 1890 | 1891 | 1892 | ► | ►►
Staatsoberhäupter · Wahlen · Nekrolog · Kunstjahr · Literaturjahr · Musikjahr · Filmjahr  · Sportjahr
| Januar | Januar | Januar | Januar | Januar | Januar | Januar | Januar |
| Kw     | Mo     | Di     | Mi     | Do     | Fr     | Sa     | So     |
| ------ | ------ | ------ | ------ | ------ | ------ | ------ | ------ |
| 52     |        |        |        |        |        |        | 1      |
| 1      | 2      | 3      | 4      | 5      | 6      | 7      | 8      |
| 2      | 9      | 10     | 11     | 12     | 13     | 14     | 15     |
| 3      | 16     | 17     | 18     | 19     | 20     | 21     | 22     |
| 4      | 23     | 24     | 25     | 26     | 27     | 28     | 29     |
| 5      | 30     | 31     |        |        |        |        |        |

| Februar | Februar | Februar | Februar | Februar | Februar | Februar | Februar |
| Kw      | Mo      | Di      | Mi      | Do      | Fr      | Sa      | So      |
| ------- | ------- | ------- | ------- | ------- | ------- | ------- | ------- |
| 5       |         |         | 1       | 2       | 3       | 4       | 5       |
| 6       | 6       | 7       | 8       | 9       | 10      | 11      | 12      |
| 7       | 13      | 14      | 15      | 16      | 17      | 18      | 19      |
| 8       | 20      | 21      | 22      | 23      | 24      | 25      | 26      |
| 9       | 27      | 28      | 29      |         |         |         |         |

| März | März | März | März | März | März | März | März |
| Kw   | Mo   | Di   | Mi   | Do   | Fr   | Sa   | So   |
| ---- | ---- | ---- | ---- | ---- | ---- | ---- | ---- |
| 9    |      |      |      | 1    | 2    | 3    | 4    |
| 10   | 5    | 6    | 7    | 8    | 9    | 10   | 11   |
| 11   | 12   | 13   | 14   | 15   | 16   | 17   | 18   |
| 12   | 19   | 20   | 21   | 22   | 23   | 24   | 25   |
| 13   | 26   | 27   | 28   | 29   | 30   | 31   |      |

| April | April | April | April | April | April | April | April |
| Kw    | Mo    | Di    | Mi    | Do    | Fr    | Sa    | So    |
| ----- | ----- | ----- | ----- | ----- | ----- | ----- | ----- |
| 13    |       |       |       |       |       |       | 1     |
| 14    | 2     | 3     | 4     | 5     | 6     | 7     | 8     |
| 15    | 9     | 10    | 11    | 12    | 13    | 14    | 15    |
| 16    | 16    | 17    | 18    | 19    | 20    | 21    | 22    |
| 17    | 23    | 24    | 25    | 26    | 27    | 28    | 29    |
| 18    | 30    |       |       |       |       |       |       |

| Mai | Mai | Mai | Mai | Mai | Mai | Mai | Mai |
| Kw  | Mo  | Di  | Mi  | Do  | Fr  | Sa  | So  |
| --- | --- | --- | --- | --- | --- | --- | --- |
| 18  |     | 1   | 2   | 3   | 4   | 5   | 6   |
| 19  | 7   | 8   | 9   | 10  | 11  | 12  | 13  |
| 20  | 14  | 15  | 16  | 17  | 18  | 19  | 20  |
| 21  | 21  | 22  | 23  | 24  | 25  | 26  | 27  |
| 22  | 28  | 29  | 30  | 31  |     |     |     |

| Juni | Juni | Juni | Juni | Juni | Juni | Juni | Juni |
| Kw   | Mo   | Di   | Mi   | Do   | Fr   | Sa   | So   |
| ---- | ---- | ---- | ---- | ---- | ---- | ---- | ---- |
| 22   |      |      |      |      | 1    | 2    | 3    |
| 23   | 4    | 5    | 6    | 7    | 8    | 9    | 10   |
| 24   | 11   | 12   | 13   | 14   | 15   | 16   | 17   |
| 25   | 18   | 19   | 20   | 21   | 22   | 23   | 24   |
| 26   | 25   | 26   | 27   | 28   | 29   | 30   |      |

| Juli | Juli | Juli | Juli | Juli | Juli | Juli | Juli |
| Kw   | Mo   | Di   | Mi   | Do   | Fr   | Sa   | So   |
| ---- | ---- | ---- | ---- | ---- | ---- | ---- | ---- |
| 26   |      |      |      |      |      |      | 1    |
| 27   | 2    | 3    | 4    | 5    | 6    | 7    | 8    |
| 28   | 9    | 10   | 11   | 12   | 13   | 14   | 15   |
| 29   | 16   | 17   | 18   | 19   | 20   | 21   | 22   |
| 30   | 23   | 24   | 25   | 26   | 27   | 28   | 29   |
| 31   | 30   | 31   |      |      |      |      |      |

| August | August | August | August | August | August | August | August |
| Kw     | Mo     | Di     | Mi     | Do     | Fr     | Sa     | So     |
| ------ | ------ | ------ | ------ | ------ | ------ | ------ | ------ |
| 31     |        |        | 1      | 2      | 3      | 4      | 5      |
| 32     | 6      | 7      | 8      | 9      | 10     | 11     | 12     |
| 33     | 13     | 14     | 15     | 16     | 17     | 18     | 19     |
| 34     | 20     | 21     | 22     | 23     | 24     | 25     | 26     |
| 35     | 27     | 28     | 29     | 30     | 31     |        |        |

| September | September | September | September | September | September | September | September |
| Kw        | Mo        | Di        | Mi        | Do        | Fr        | Sa        | So        |
| --------- | --------- | --------- | --------- | --------- | --------- | --------- | --------- |
| 35        |           |           |           |           |           | 1         | 2         |
| 36        | 3         | 4         | 5         | 6         | 7         | 8         | 9         |
| 37        | 10        | 11        | 12        | 13        | 14        | 15        | 16        |
| 38        | 17        | 18        | 19        | 20        | 21        | 22        | 23        |
| 39        | 24        | 25        | 26        | 27        | 28        | 29        | 30        |

| Oktober | Oktober | Oktober | Oktober | Oktober | Oktober | Oktober | Oktober |
| Kw      | Mo      | Di      | Mi      | Do      | Fr      | Sa      | So      |
| ------- | ------- | ------- | ------- | ------- | ------- | ------- | ------- |
| 40      | 1       | 2       | 3       | 4       | 5       | 6       | 7       |
| 41      | 8       | 9       | 10      | 11      | 12      | 13      | 14      |
| 42      | 15      | 16      | 17      | 18      | 19      | 20      | 21      |
| 43      | 22      | 23      | 24      | 25      | 26      | 27      | 28      |
| 44      | 29      | 30      | 31      |         |         |         |         |

| November | November | November | November | November | November | November | November |
| Kw       | Mo       | Di       | Mi       | Do       | Fr       | Sa       | So       |
| -------- | -------- | -------- | -------- | -------- | -------- | -------- | -------- |
| 44       |          |          |          | 1        | 2        | 3        | 4        |
| 45       | 5        | 6        | 7        | 8        | 9        | 10       | 11       |
| 46       | 12       | 13       | 14       | 15       | 16       | 17       | 18       |
| 47       | 19       | 20       | 21       | 22       | 23       | 24       | 25       |
| 48       | 26       | 27       | 28       | 29       | 30       |          |          |

| Dezember | Dezember | Dezember | Dezember | Dezember | Dezember | Dezember | Dezember |
| Kw       | Mo       | Di       | Mi       | Do       | Fr       | Sa       | So       |
| -------- | -------- | -------- | -------- | -------- | -------- | -------- | -------- |
| 48       |          |          |          |          |          | 1        | 2        |
| 49       | 3        | 4        | 5        | 6        | 7        | 8        | 9        |
| 50       | 10       | 11       | 12       | 13       | 14       | 15       | 16       |
| 51       | 17       | 18       | 19       | 20       | 21       | 22       | 23       |
| 52       | 24       | 25       | 26       | 27       | 28       | 29       | 30       |
| 1        | 31       |          |          |          |          |          |          |

| Januar | Januar | Januar | Januar | Januar | Januar | Januar | Januar |
| Kw     | Mo     | Di     | Mi     | Do     | Fr     | Sa     | So     |
| ------ | ------ | ------ | ------ | ------ | ------ | ------ | ------ |
| 52     |        |        |        |        |        |        | 1      |
| 1      | 2      | 3      | 4      | 5      | 6      | 7      | 8      |
| 2      | 9      | 10     | 11     | 12     | 13     | 14     | 15     |
| 3      | 16     | 17     | 18     | 19     | 20     | 21     | 22     |
| 4      | 23     | 24     | 25     | 26     | 27     | 28     | 29     |
| 5      | 30     | 31     |        |        |        |        |        |

| Februar | Februar | Februar | Februar | Februar | Februar | Februar | Februar |
| Kw      | Mo      | Di      | Mi      | Do      | Fr      | Sa      | So      |
| ------- | ------- | ------- | ------- | ------- | ------- | ------- | ------- |
| 5       |         |         | 1       | 2       | 3       | 4       | 5       |
| 6       | 6       | 7       | 8       | 9       | 10      | 11      | 12      |
| 7       | 13      | 14      | 15      | 16      | 17      | 18      | 19      |
| 8       | 20      | 21      | 22      | 23      | 24      | 25      | 26      |
| 9       | 27      | 28      | 29      |         |         |         |         |

| März | März | März | März | März | März | März | März |
| Kw   | Mo   | Di   | Mi   | Do   | Fr   | Sa   | So   |
| ---- | ---- | ---- | ---- | ---- | ---- | ---- | ---- |
| 9    |      |      |      | 1    | 2    | 3    | 4    |
| 10   | 5    | 6    | 7    | 8    | 9    | 10   | 11   |
| 11   | 12   | 13   | 14   | 15   | 16   | 17   | 18   |
| 12   | 19   | 20   | 21   | 22   | 23   | 24   | 25   |
| 13   | 26   | 27   | 28   | 29   | 30   | 31   |      |

| April | April | April | April | April | April | April | April |
| Kw    | Mo    | Di    | Mi    | Do    | Fr    | Sa    | So    |
| ----- | ----- | ----- | ----- | ----- | ----- | ----- | ----- |
| 13    |       |       |       |       |       |       | 1     |
| 14    | 2     | 3     | 4     | 5     | 6     | 7     | 8     |
| 15    | 9     | 10    | 11    | 12    | 13    | 14    | 15    |
| 16    | 16    | 17    | 18    | 19    | 20    | 21    | 22    |
| 17    | 23    | 24    | 25    | 26    | 27    | 28    | 29    |
| 18    | 30    |       |       |       |       |       |       |

| Mai | Mai | Mai | Mai | Mai | Mai | Mai | Mai |
| Kw  | Mo  | Di  | Mi  | Do  | Fr  | Sa  | So  |
| --- | --- | --- | --- | --- | --- | --- | --- |
| 18  |     | 1   | 2   | 3   | 4   | 5   | 6   |
| 19  | 7   | 8   | 9   | 10  | 11  | 12  | 13  |
| 20  | 14  | 15  | 16  | 17  | 18  | 19  | 20  |
| 21  | 21  | 22  | 23  | 24  | 25  | 26  | 27  |
| 22  | 28  | 29  | 30  | 31  |     |     |     |

| Juni | Juni | Juni | Juni | Juni | Juni | Juni | Juni |
| Kw   | Mo   | Di   | Mi   | Do   | Fr   | Sa   | So   |
| ---- | ---- | ---- | ---- | ---- | ---- | ---- | ---- |
| 22   |      |      |      |      | 1    | 2    | 3    |
| 23   | 4    | 5    | 6    | 7    | 8    | 9    | 10   |
| 24   | 11   | 12   | 13   | 14   | 15   | 16   | 17   |
| 25   | 18   | 19   | 20   | 21   | 22   | 23   | 24   |
| 26   | 25   | 26   | 27   | 28   | 29   | 30   |      |

| Juli | Juli | Juli | Juli | Juli | Juli | Juli | Juli |
| Kw   | Mo   | Di   | Mi   | Do   | Fr   | Sa   | So   |
| ---- | ---- | ---- | ---- | ---- | ---- | ---- | ---- |
| 26   |      |      |      |      |      |      | 1    |
| 27   | 2    | 3    | 4    | 5    | 6    | 7    | 8    |
| 28   | 9    | 10   | 11   | 12   | 13   | 14   | 15   |
| 29   | 16   | 17   | 18   | 19   | 20   | 21   | 22   |
| 30   | 23   | 24   | 25   | 26   | 27   | 28   | 29   |
| 31   | 30   | 31   |      |      |      |      |      |

| August | August | August | August | August | August | August | August |
| Kw     | Mo     | Di     | Mi     | Do     | Fr     | Sa     | So     |
| ------ | ------ | ------ | ------ | ------ | ------ | ------ | ------ |
| 31     |        |        | 1      | 2      | 3      | 4      | 5      |
| 32     | 6      | 7      | 8      | 9      | 10     | 11     | 12     |
| 33     | 13     | 14     | 15     | 16     | 17     | 18     | 19     |
| 34     | 20     | 21     | 22     | 23     | 24     | 25     | 26     |
| 35     | 27     | 28     | 29     | 30     | 31     |        |        |

| September | September | September | September | September | September | September | September |
| Kw        | Mo        | Di        | Mi        | Do        | Fr        | Sa        | So        |
| --------- | --------- | --------- | --------- | --------- | --------- | --------- | --------- |
| 35        |           |           |           |           |           | 1         | 2         |
| 36        | 3         | 4         | 5         | 6         | 7         | 8         | 9         |
| 37        | 10        | 11        | 12        | 13        | 14        | 15        | 16        |
| 38        | 17        | 18        | 19        | 20        | 21        | 22        | 23        |
| 39        | 24        | 25        | 26        | 27        | 28        | 29        | 30        |

| Oktober | Oktober | Oktober | Oktober | Oktober | Oktober | Oktober | Oktober |
| Kw      | Mo      | Di      | Mi      | Do      | Fr      | Sa      | So      |
| ------- | ------- | ------- | ------- | ------- | ------- | ------- | ------- |
| 40      | 1       | 2       | 3       | 4       | 5       | 6       | 7       |
| 41      | 8       | 9       | 10      | 11      | 12      | 13      | 14      |
| 42      | 15      | 16      | 17      | 18      | 19      | 20      | 21      |
| 43      | 22      | 23      | 24      | 25      | 26      | 27      | 28      |
| 44      | 29      | 30      | 31      |         |         |         |         |

| November | November | November | November | November | November | November | November |
| Kw       | Mo       | Di       | Mi       | Do       | Fr       | Sa       | So       |
| -------- | -------- | -------- | -------- | -------- | -------- | -------- | -------- |
| 44       |          |          |          | 1        | 2        | 3        | 4        |
| 45       | 5        | 6        | 7        | 8        | 9        | 10       | 11       |
| 46       | 12       | 13       | 14       | 15       | 16       | 17       | 18       |
| 47       | 19       | 20       | 21       | 22       | 23       | 24       | 25       |
| 48       | 26       | 27       | 28       | 29       | 30       |          |          |

| Dezember | Dezember | Dezember | Dezember | Dezember | Dezember | Dezember | Dezember |
| Kw       | Mo       | Di       | Mi       | Do       | Fr       | Sa       | So       |
| -------- | -------- | -------- | -------- | -------- | -------- | -------- | -------- |
| 48       |          |          |          |          |          | 1        | 2        |
| 49       | 3        | 4        | 5        | 6        | 7        | 8        | 9        |
| 50       | 10       | 11       | 12       | 13       | 14       | 15       | 16       |
| 51       | 17       | 18       | 19       | 20       | 21       | 22       | 23       |
| 52       | 24       | 25       | 26       | 27       | 28       | 29       | 30       |
| 1        | 31       |          |          |          |          |          |          |

## Ereignisse

### Politik und Weltgeschehen

#### Deutsches Reich
- 9. März: Kaiser Wilhelm I. stirbt im Alter von fast 91 Jahren in Berlin. Ihm folgt, als Kaiser Friedrich III. sein ältester Sohn, Kronprinz Friedrich Wilhelm (99-Tage-Kaiser).
- 15. Juni: Friedrich III. stirbt und der letzte Kaiser des Deutschen Reiches, Wilhelm II., besteigt nach dem Tod seines Vaters den Kaiserthron  (Dreikaiserjahr in Deutschland).

#### Weitere Ereignisse in Europa

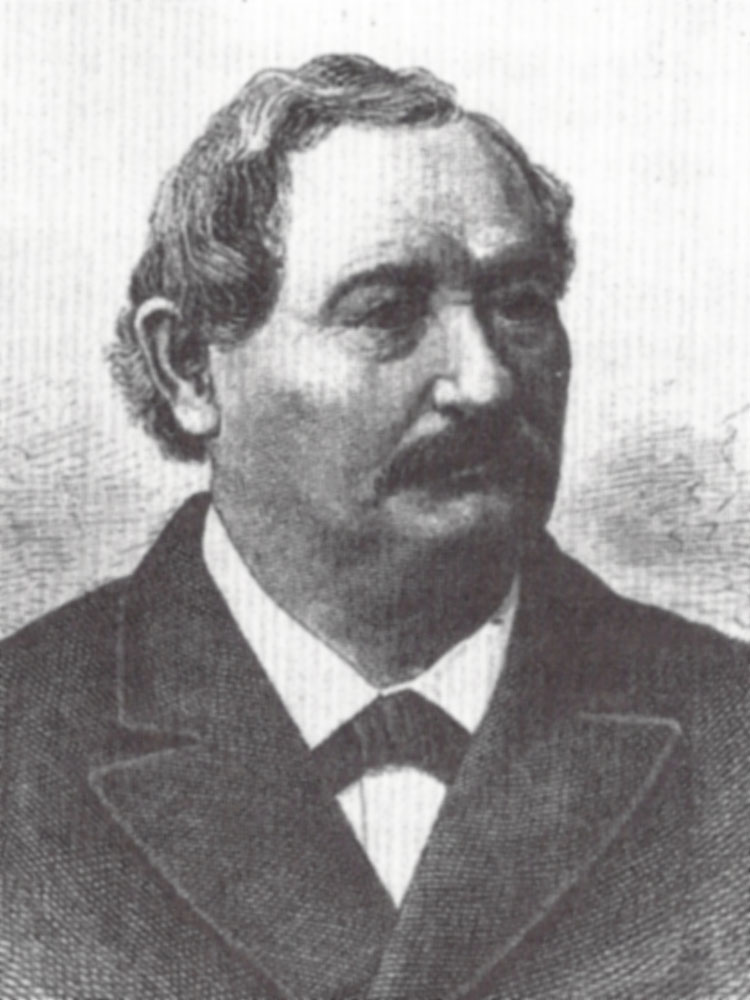
Wilhelm Hertenstein

- 1. Januar: Wilhelm Hertenstein wird Bundespräsident der Schweiz.
- 21. Oktober: Die Sozialdemokratische Partei der Schweiz wird gegründet.
- 29. Oktober: Aus ungeklärter Ursache entgleist bei Borki südlich von Charkow der Zug des Zaren Alexander III. auf der Rückfahrt aus dem Kaukasus nach St. Petersburg. Die kaiserliche Familie bleibt beim Eisenbahnunglück unverletzt.
- 26. Dezember: Mit dem Färöischen Weihnachtstreffen keimt die dortige Nationalbewegung auf. In der Geschichte der Färöer entsteht der Wunsch nach eigener Sprache und Unabhängigkeit von dänischer Herrschaft.
- 30. Dezember: Der Hainfelder Parteitag zur Gründung der Sozialdemokratischen Arbeiterpartei Österreichs beginnt. Victor Adler hat dafür ein Programm ausgearbeitet, das von Karl Kautsky gebilligt worden ist. Von den 110 Delegierten aus den habsburgischen Kronländern sind 69 stimmberechtigt.

#### Afrika
- 28. April: Die Deutsch-Ostafrikanische Gesellschaft (DOAG) schließt einen Vertrag mit Sultan Chalifa ibn Said von Sansibar, wonach die Gesellschaft die Verwaltung des sansibarischen Festlandes und die Erhebung der Küstenzölle im Namen des Sultans gegen eine jährliche Pachtsumme übernimmt.
- 16. August: Der Aufstand der ostafrikanischen Küstenbevölkerung gegen die Deutsch-Ostafrikanische Gesellschaft bricht von Pangani aus los und breitet sich rasch aus. Auslöser ist die Hissung der DOAG-Flagge neben der des Sultans und das herrische Auftreten des DOAG-Vertreters Emil von Zelewski.
- Außer Bagamoyo und Dar es Salaam muss die DOAG bis Ende September alle ihre Stationen an der Küste verlassen. Daraufhin gibt es ein offizielles Hilfeersuchen der DOAG an die deutsche Reichsregierung.
- 22. November: Die Reichspost gründet die Postagentur Lamu als erste Postanstalt des Deutschen Kaiserreichs auf dem Boden Ostafrikas.

#### Vereinigte Staaten von Amerika

Wahlmännerstimmen nach Bundesstaaten

- 6. November: Bei der Präsidentschaftswahl in den Vereinigten Staaten erhält der demokratische Amtsinhaber Grover Cleveland zwar die meisten Stimmen, der republikanische Herausforderer Benjamin Harrison kann jedoch mehr Wahlmännerstimmen auf sich vereinen und wird zum 23. Präsidenten der Vereinigten Staaten gewählt.

#### Südamerika

Die Lei Áurea

- 13. Mai: Prinzessin Isabella von Brasilien, die für ihren in Europa weilenden Vater Pedro II. die Regentschaft führt, unterzeichnet die tags zuvor vom Senat beschlossene Lei Áurea zur Abschaffung der Sklaverei in Brasilien. Mit der Unterzeichnung des Gesetzes ist Brasilien das letzte westliche Land, das die Sklaverei abschafft. Durch das Gesetz wird rund eine Million Sklaven in die Freiheit entlassen. Isabella erhält im Volksmund den Ehrentitel A Redentora („die Erlöserin“) und wird von Papst Leo XIII. mit einer Goldenen Rose geehrt.

#### Ozeanien

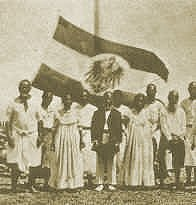
Annexionszeremonie und Flaggenhissung

- 16. April: Das Deutsche Reich annektiert auf Basis der Britisch-deutschen Erklärungen über den westlichen Pazifik aus dem Jahr 1886 die Insel Nauru.
- 3. Oktober: Die deutschen Besatzer beenden mit Waffengewalt den seit zehn Jahren tobenden Nauruischen Stammeskrieg, der die Bevölkerung der Insel an den Rand der Ausrottung gebracht hat.
- 6. Juni: Nach der Entdeckung von Phosphat-Vorkommen wird die Weihnachtsinsel von Großbritannien annektiert.
- Die Cookinseln werden britisches Protektorat.

#### Weitere Ereignisse weltweit
- 29. Oktober: Die Konvention von Konstantinopel proklamiert die Freiheit der Schifffahrt im Suezkanal.

### Wirtschaft

#### Weltausstellung

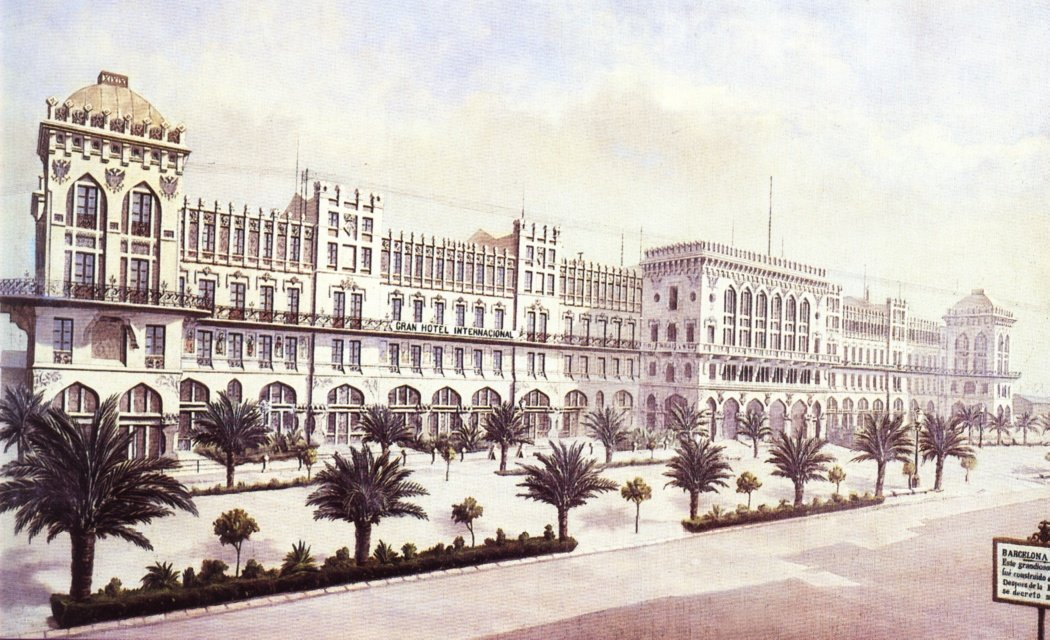
Gran Hotel Internacional in Barcelona

- Für die vom 8. April bis 9. Dezember stattfindende Weltausstellung 1888 in Barcelona wird in nur 53 Tagen das Gran Hotel Internacional erbaut. Die Weltausstellung, an der 12.900 Aussteller teilnehmen, wird von 2,3 Millionen Menschen aus der ganzen Welt besucht. Die offizielle Eröffnung erfolgt erst am 20. Mai durch den zweijährigen König Alfons XIII., vertreten durch seine Mutter Maria Cristina. Das Tor zum 46,5 Hektar großen Ausstellungsgelände bildet der Arc de Triomf des Architekten Josep Vilaseca i Casanovas. Das Gelände erstreckt sich vom Parc de la Ciutadella, dem heutigen Zoo von Barcelona, über einen Teil des heutigen Bahnhofs Estació de França bis nach La Barceloneta. Trotz eines Defizits von sechs Millionen Pesetas wird die Weltausstellung als großer Erfolg gewertet.

#### Patente
- 22. Mai: Leroy S. Buffington, dem Architekten der Pillsbury A Mill in Minneapolis, wird ein US-Patent auf eine Stahlbauweise für Wolkenkratzer gewährt.
- 7. August: Der Erfinder Theophilus Van Kannel erhält in den Vereinigten Staaten das Patent auf die Drehtür.
- 21. August: William Seward Burroughs erhält das US-Patent Nummer 388.116 auf das von ihm erfundene Modell einer Rechenmaschine.
- 7. Dezember: Der schottische Reifenpionier John Boyd Dunlop meldet das erste Patent für den Fahrradluftreifen an.
- Der Fotograf Ottomar Anschütz lässt sich seinen vor der Bildebene liegenden Jalousieverschluss patentieren.

#### Unternehmensgründungen
- 13. Februar: Die Financial Times ist erstmals in London erhältlich. Unter diesem Titel wird der rund einen Monat zuvor herausgebrachte London Financial Guide weitergeführt.
- 12. März: Cecil Rhodes gründet gemeinsam mit Barney Barnato und Charles Rudd die De Beers Consolidated Diamond Mines, ein Unternehmen, das nach kurzer Zeit nahezu ein weltweites Monopol im Diamantenhandel erreicht und auch gegenwärtig noch besitzt.
- 6. September: Die Flensburger Brauerei wird eröffnet.

#### Verkehr
- 4. Juni: Der König der Belgier, Leopold II., eröffnet das erste der hydraulischen Schiffshebewerke des belgischen Canal du Centre. Der Weiterbau der Wasserstraße verzögert sich in der Folge aus Kostengründen.
- 14. Juni: In der Schweiz wird die von der Jura–Bern–Luzern gebaute Brünigbahn von Brienz über den Brünigpass nach Alpnachstad feierlich eröffnet.
- 1. Juli: Die Bahnstrecke Stralsund–Rostock wird von den Preußischen Staatseisenbahnen offiziell eröffnet.
- 1. August: Carl Benz erhält für seinen Motorwagen die erste Fahrerlaubnis der Welt, ausgestellt vom Großherzoglich-Badischen Bezirksamt.
- 18. August: Der Frankfurter Centralbahnhof wird als größter Bahnhof Europas eröffnet.
- 18. September: In Hamburg wird die Deutsch-Australische Dampfschiffs-Gesellschaft gegründet, die einen Linienverkehr zum fünften Kontinent einrichtet.
- 25. September: Die Nerobergbahn in Wiesbaden wird eröffnet.
- 4. Oktober: Unter ihrem Vorstandsvorsitzenden Georg von Siemens erwirbt die Deutsche Bank die Konzession zum Bau der Anatolischen Eisenbahn. Sie wird dabei von Reichskanzler Bismarck unterstützt.

#### Sonstiges
- 29. Oktober: In einer feierlichen Zeremonie legt Kaiser Wilhelm II. den Schlussstein für den ersten Abschnitt der Speicherstadt in Hamburg.

### Wissenschaft und Technik

#### Aviation

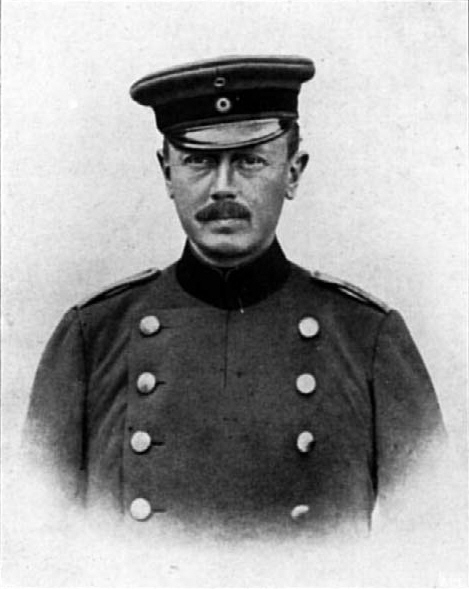
Hans Bartsch von Sigsfeld

- 23. Juni: Der deutsche Verein zur Förderung der Luftschifffahrt führt die erste der sogenannten Berliner wissenschaftlichen Luftfahrten durch. An Bord des Gasballons Herder befinden sich unter anderem das Vereinsmitglied Hans Bartsch von Sigsfeld und der Meteorologe Victor Kremser.

#### Geowissenschaften
- 13. Januar: In Washington, D.C. gründen 33 Männer die National Geographic Society zur Förderung der Geographie. Zum ersten Präsidenten der Gesellschaft wird am 27. Januar Gardiner Greene Hubbard gewählt.
- Erste Teile der Kittelsthaler Tropfsteinhöhle werden entdeckt.

#### Medizin und Naturwissenschaften
- 7. September: Das Baby Edith Eleanor McLean wird als erstes Kind in den USA in einen Brutkasten gelegt.
- 13. Dezember: Heinrich Hertz informiert in seinem Bericht „Über Strahlen elektrischer Kraft“ die Berliner Akademie der Wissenschaften über die Existenz elektromagnetischer Wellen. Seine Entdeckung liefert den entscheidenden Impuls für die Entwicklungen in Richtung drahtloser Telegrafie und Rundfunk.
- Wilhelm Hallwachs entdeckt den Photoeffekt (auch „lichtelektrischer Effekt“).

#### Technische Neuerungen
- 29. Juni: Mit einem von Thomas Alva Edison entwickelten Wachswalzen-Phonographen werden Teile von Händels Oratorium Israel in Egypt aufgenommen, womit die erste bis heute erhaltene Musikaufnahme entsteht.
- 5. August: Bertha Benz fährt mit ihren beiden Söhnen Eugen und Richard im Wagen ihres Mannes Carl Benz (ohne dessen Wissen) von Mannheim nach Pforzheim. Es ist die erste Überlandfahrt eines Automobils.
- 9. Dezember: Statistiker Herman Hollerith installiert die von ihm erfundene lochkartengesteuerte Rechenmaschine im US-Kriegsministerium.
- Der deutsche Ingenieur Andreas Flocken stellt in der Maschinenfabrik A. Flocken in Coburg den Flocken Elektrowagen her, das erste Elektroauto der Welt.

#### Kalendersystem
- In Thailand wird der Suriyakati-Kalender eingeführt.

### Kultur

#### Architektur

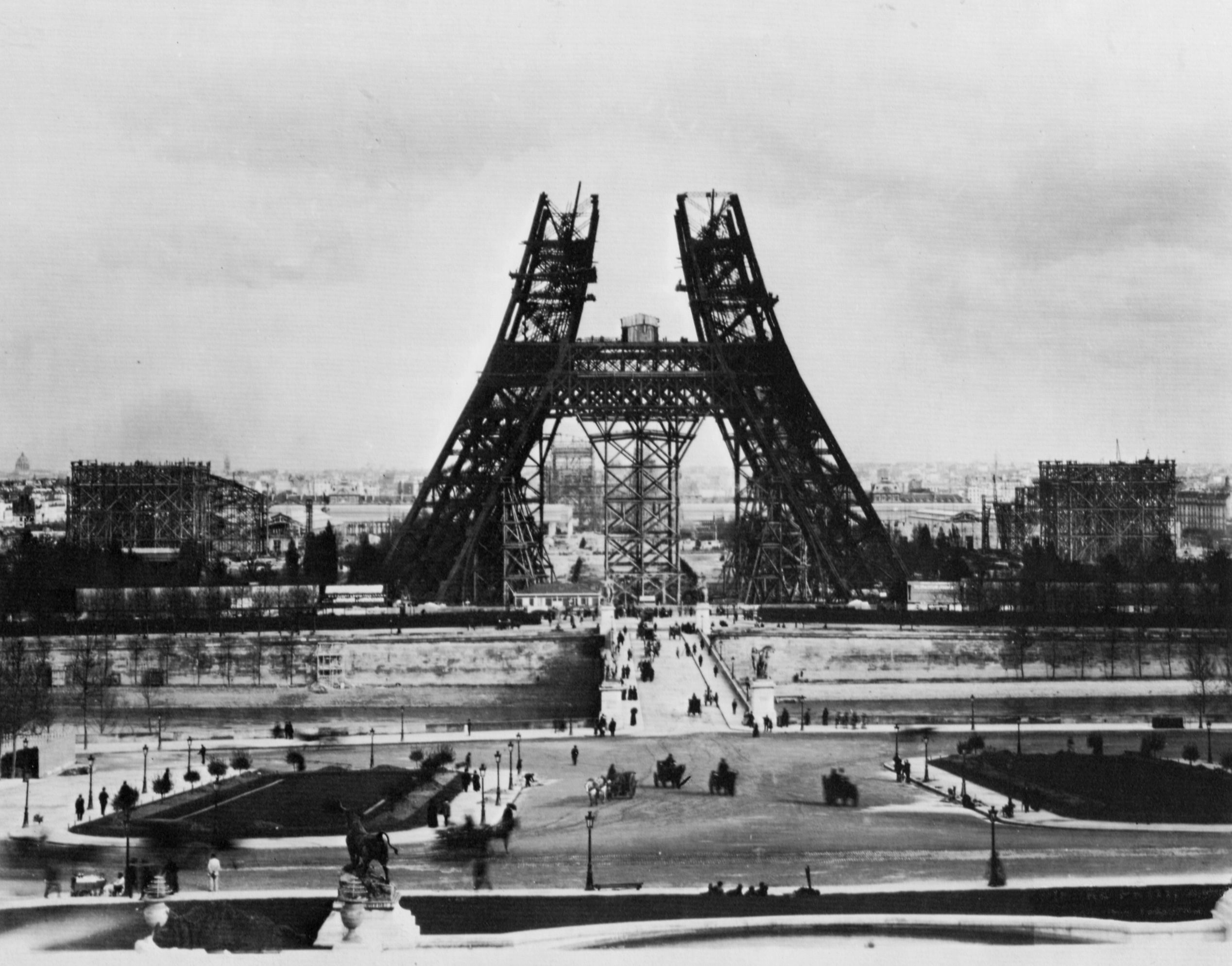
Der Eiffelturm befindet sich 1888 noch im Bau

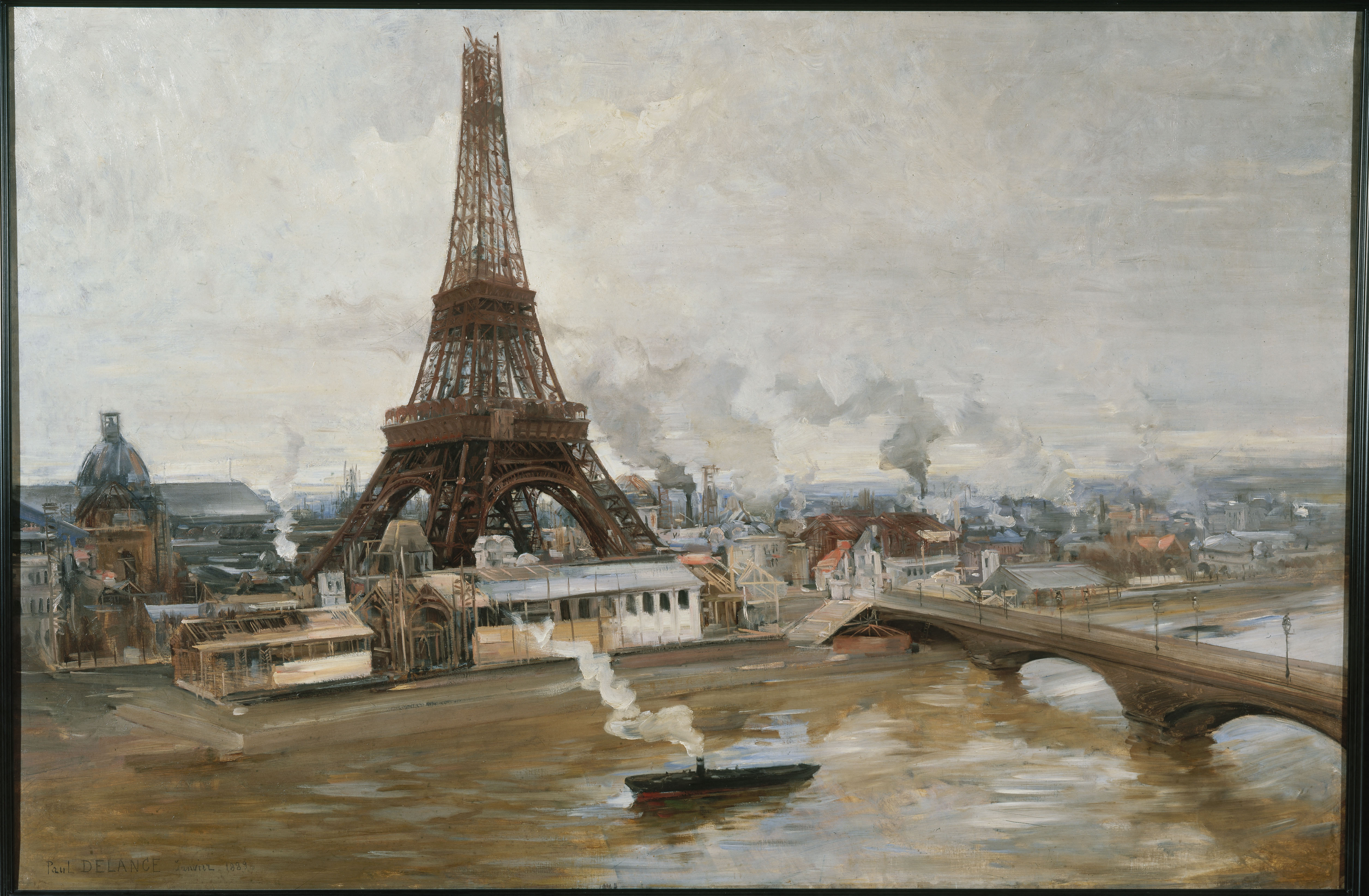
Paul Louis Delance, Eiffelturm, Blick von der Seine, 1888, Öl auf Leinwand

- 9. Oktober: Das von Robert Mills entworfene Washington Monument wird 33 Jahre nach dem Tod des Architekten für die Öffentlichkeit freigegeben.

#### Bildende Kunst
- März/Mai: Der Maler Vincent van Gogh malt das Bild Brücke von Langlois (in 2 Versionen).
- August: Vincent van Gogh malt mehrere Versionen des Gemäldes Sonnenblumen.

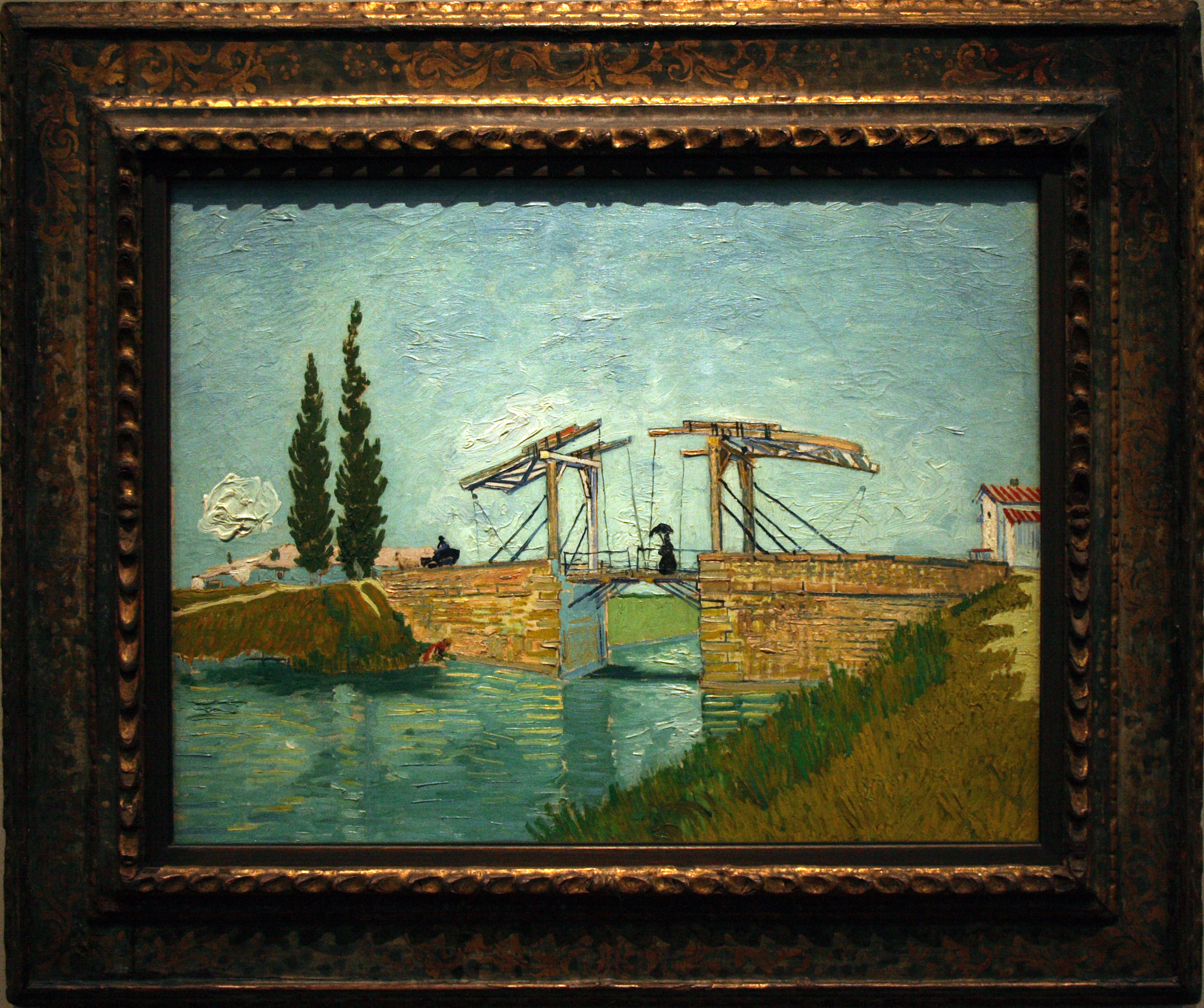
Brücke von Langlois
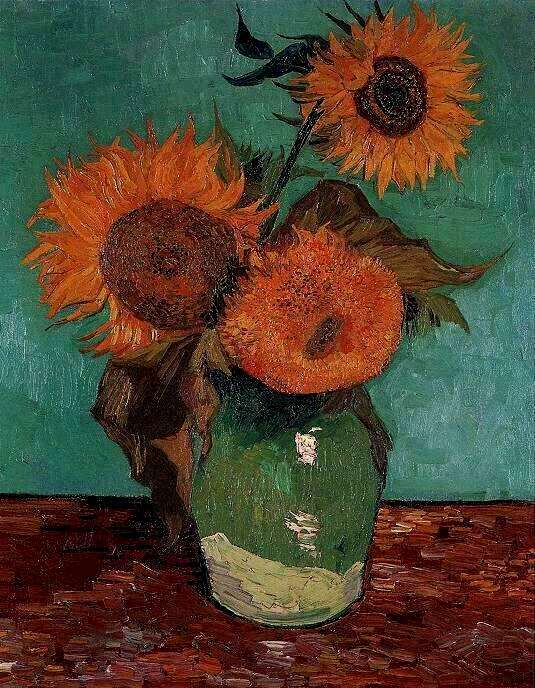
Drei Sonnenblumen
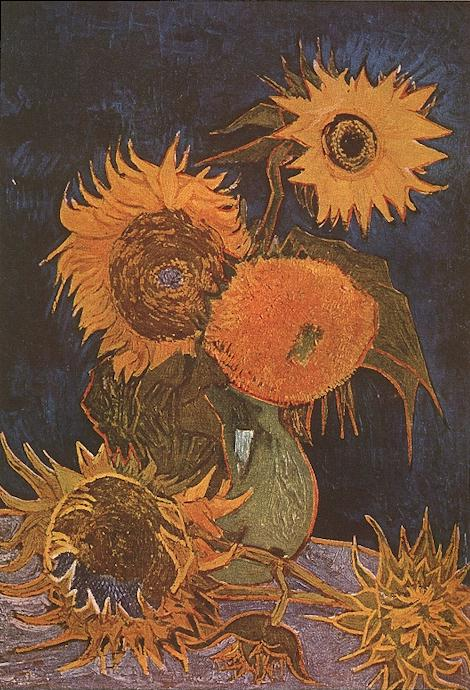
Fünf Sonnenblumen

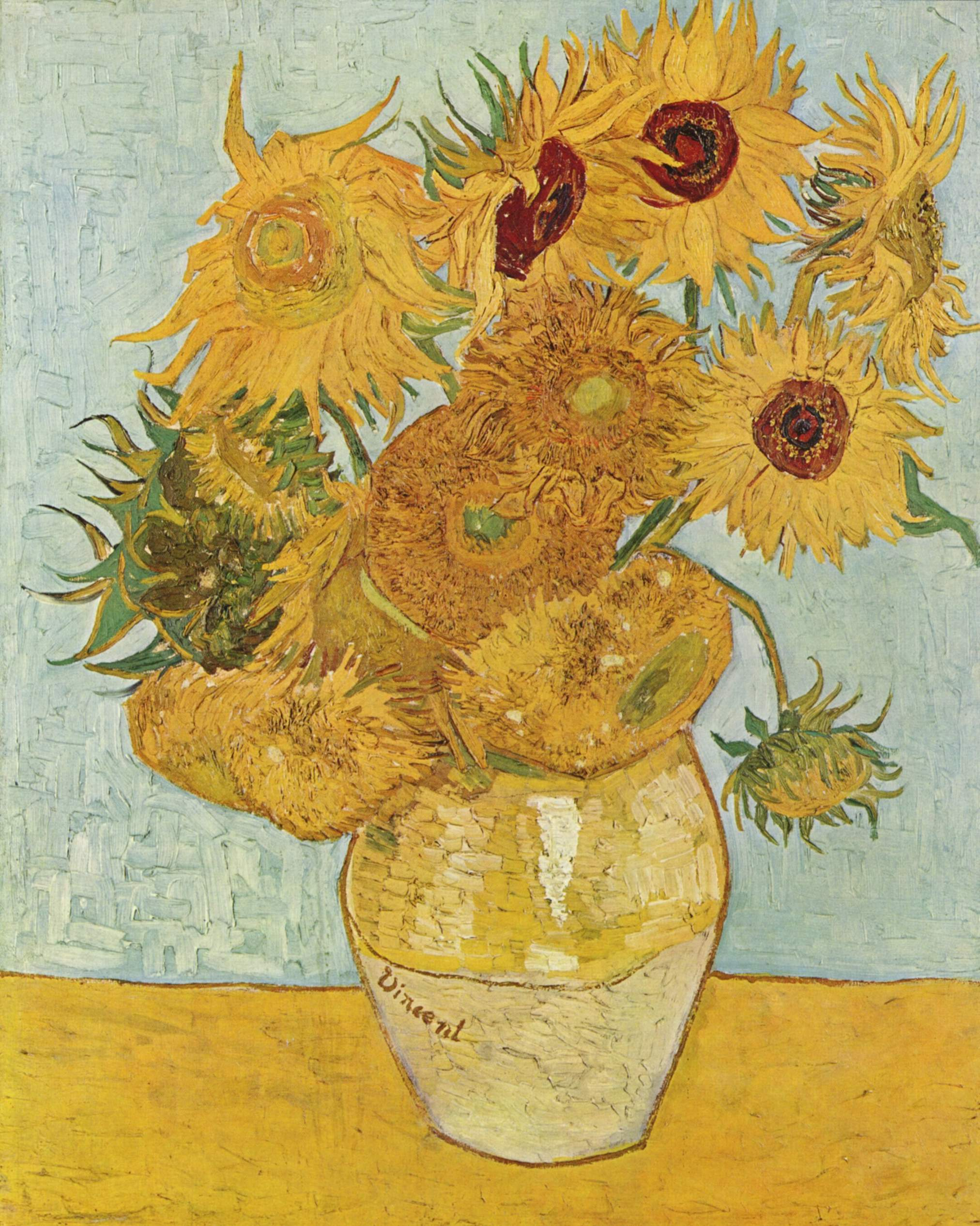
Zwölf Sonnenblumen in einer Vase
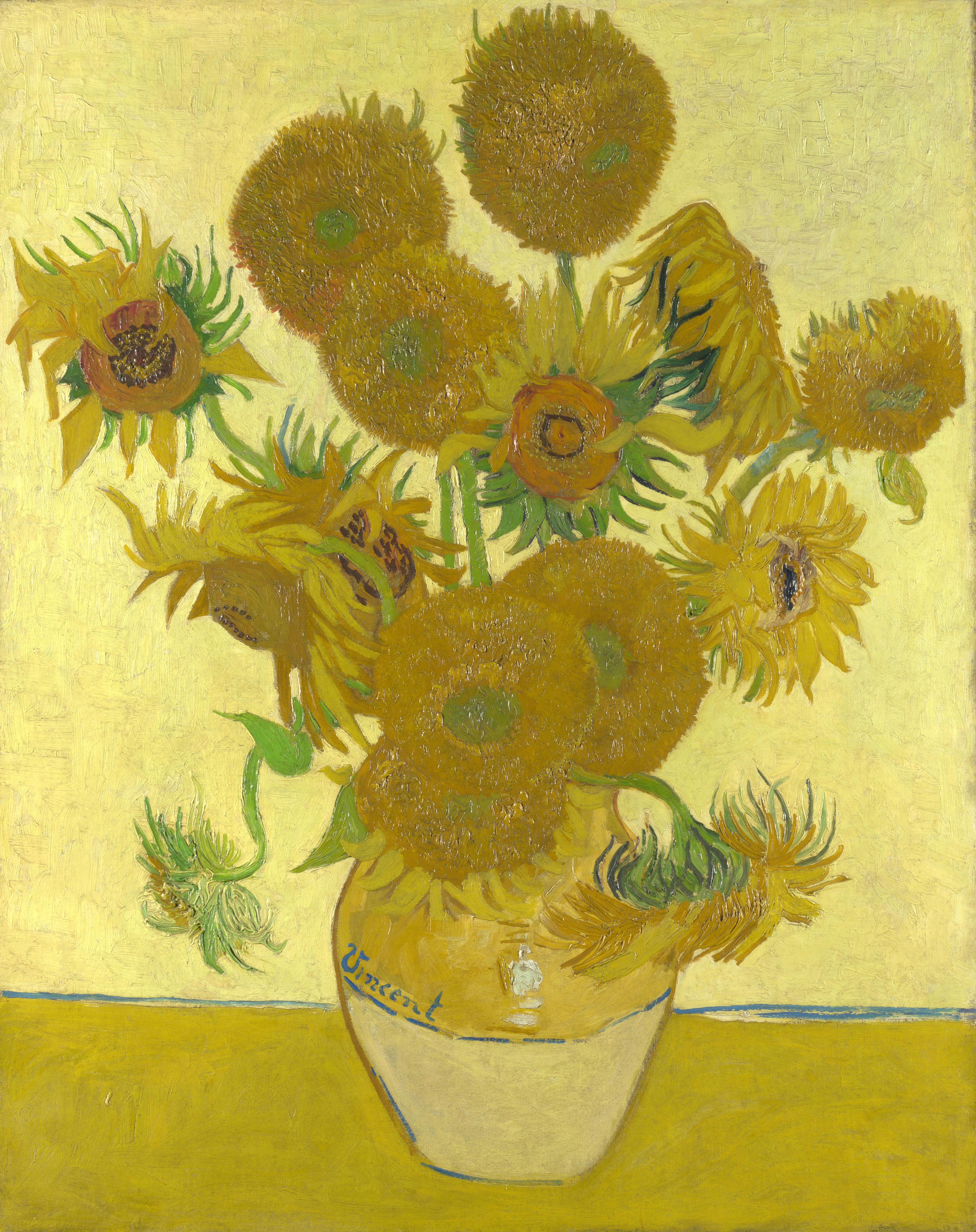
Fünfzehn Sonnenblumen
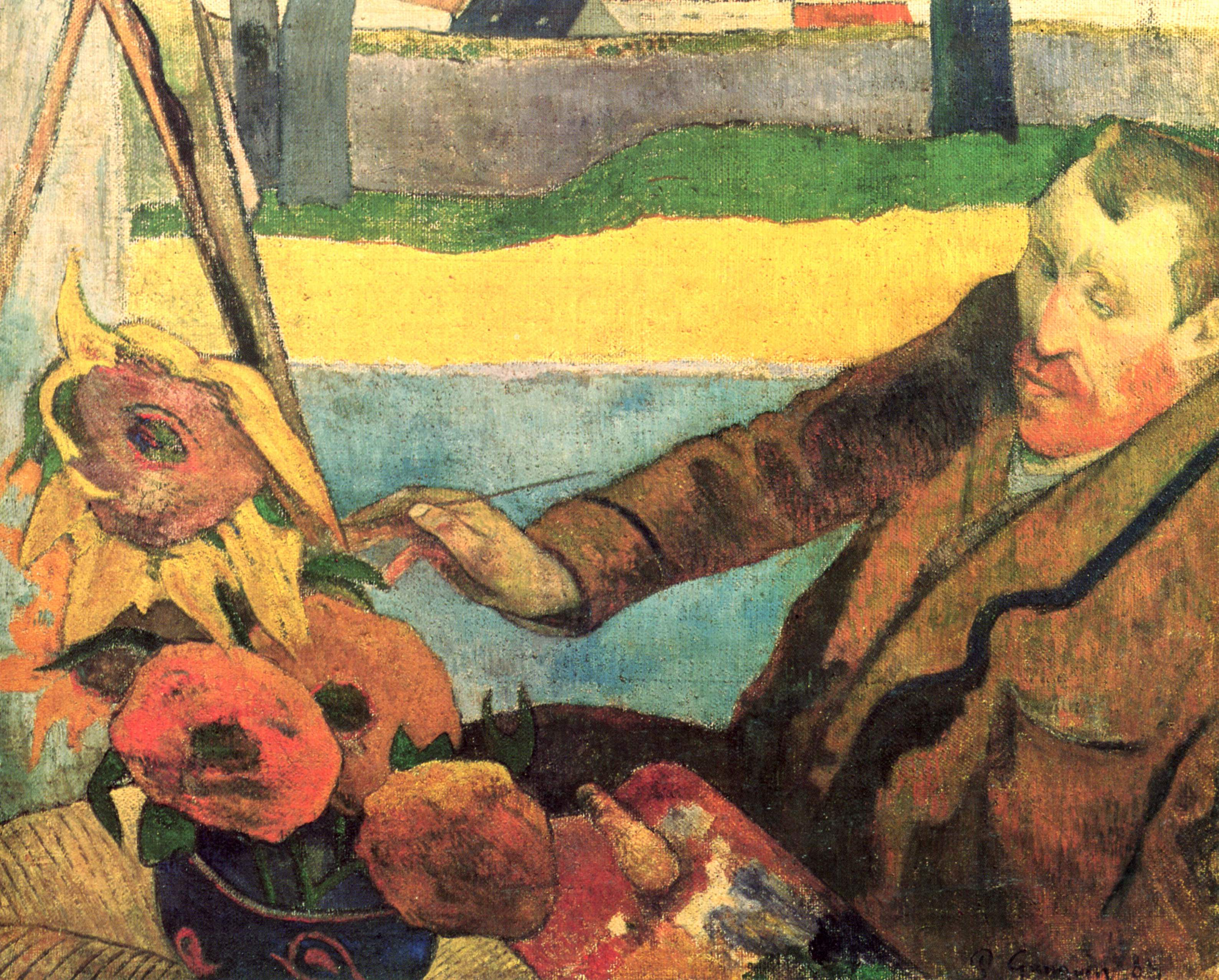
Paul Gauguin: Vincent van Gogh, Sonnenblumen malend

- Sommer: Vincent van Gogh malt den Sonnenuntergang bei Montmajour.
- September: Vincent van Gogh fertigt in Öl auf Leinwand die Gemälde Das Nachtcafé, Caféterrasse am Abend und Sternennacht über der Rhone.
- 23. Oktober: Paul Gauguin trifft in Arles ein, um mit van Gogh ein „Atelier des Südens“ zu gründen.
- Vincent van Gogh malt die erste Version seines Schlafzimmers im „Gelben Haus“ in Arles.

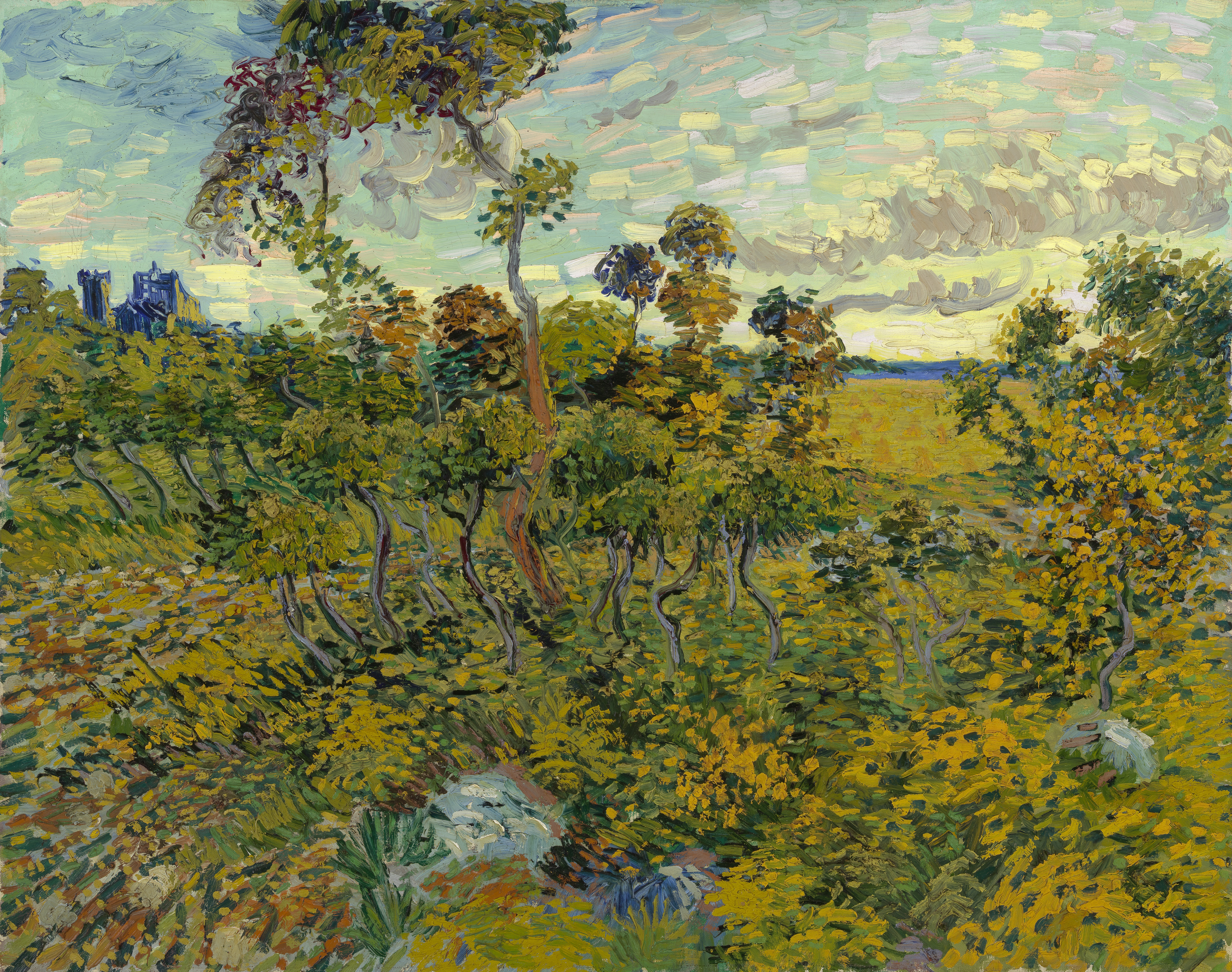
Sonnenuntergang bei Montmajour
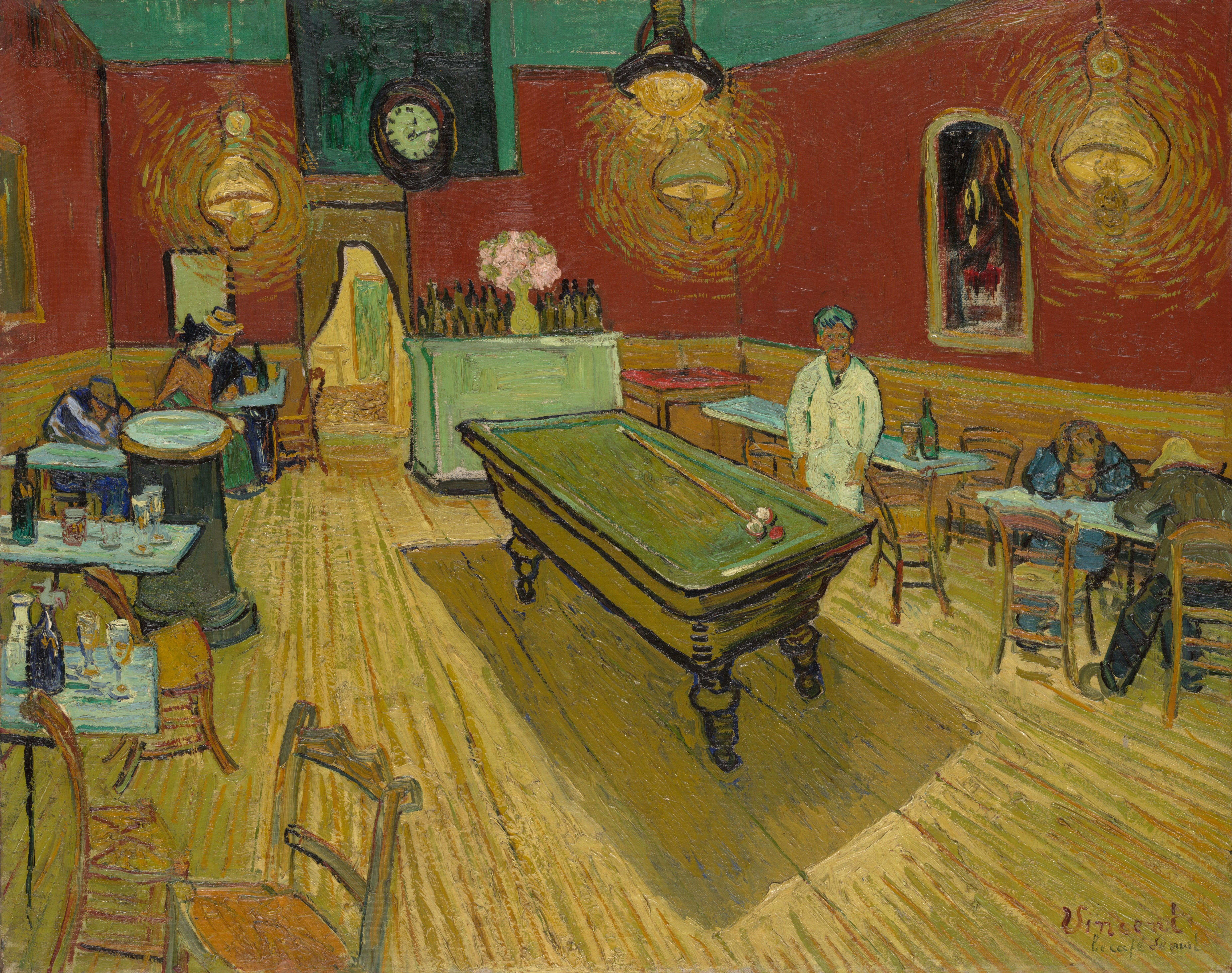
Das Nachtcafé
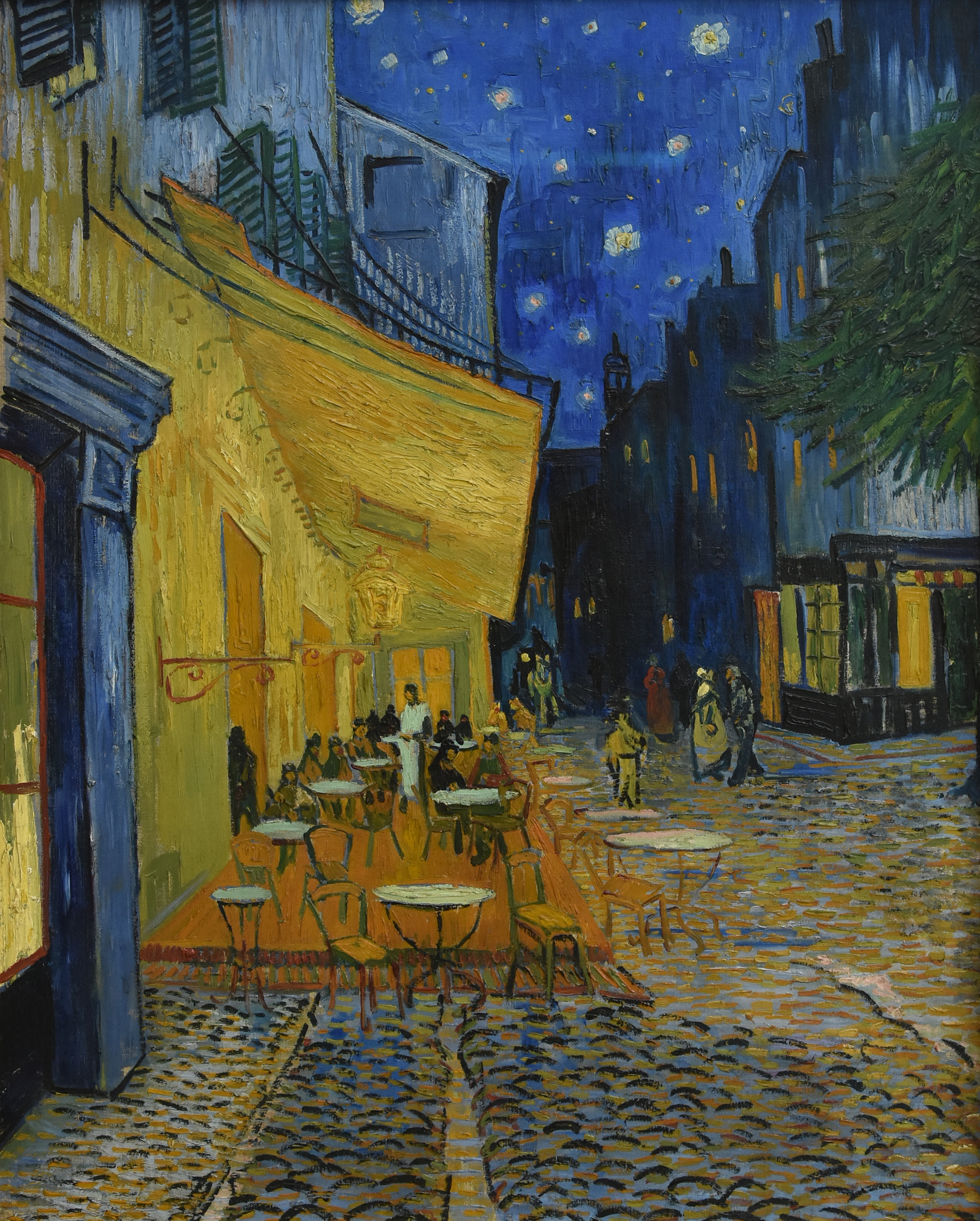
Caféterrasse am Abend
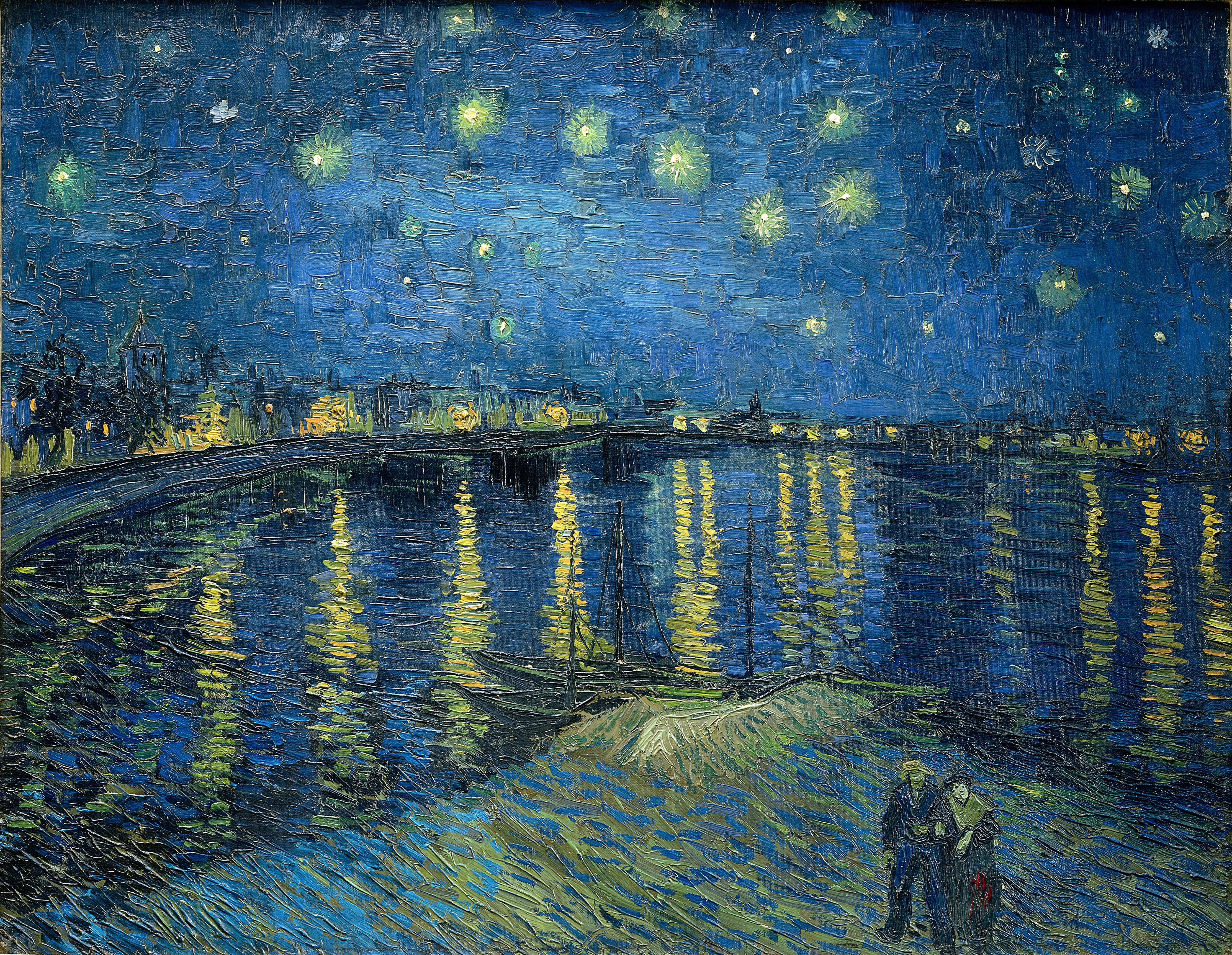
Sternennacht über der Rhone
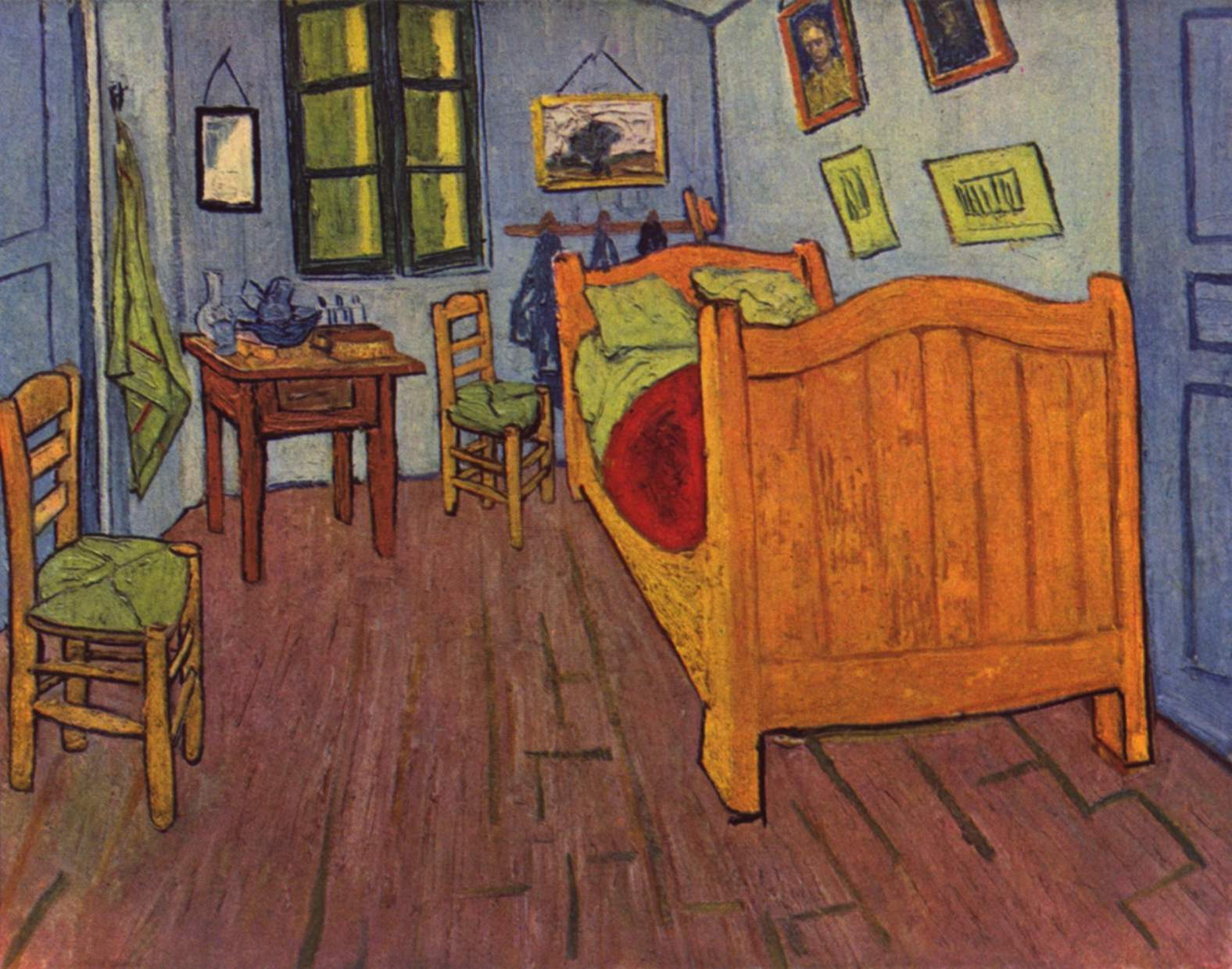
Schlafzimmer in Arles (1. Version)

- 23. Dezember: Vincent van Gogh verletzt sich unter ungeklärten Umständen am rechten Ohr.
- Der Künstler Claude Monet malt das Bild Antibes vom Hügel ‚Notre Dame‘ aus gesehen.
- Gründung der Milwaukee Art Association

#### Musik und Theater
- 13. Februar: Uraufführung der Symphonia Tragica von Felix Draeseke in Dresden
- 25. Februar: Uraufführung der Oper Jocelyn von Benjamin Godard am Théâtre de la Monnaie in Brüssel
- 11. April: Das Concertgebouw in Amsterdam wird eröffnet.
- 4. Oktober: Im K. u. k. Hofoperntheater in Wien wird das Pantomimische Divertissement Die Puppenfee mit der Musik von Josef Bayer nach einem gemeinsamen Libretto von Joseph Haßreiter und Franz Gaul uraufgeführt.
- 28. Oktober: Uraufführung des einaktigen „Scherzes“ Der Bär von Anton Tschechow am Korsch-Theater in Moskau
- John Philip Sousa komponiert den Militärmarsch Semper Fidelis.

#### Sonstiges
- 17. Oktober: In den USA erscheint die Erstausgabe des National Geographic Magazine, dessen Monatsausgaben ihrer Bilder, Reportagen und Essays wegen bald einen festen Kundenstamm haben.
- 14. Oktober: Mit Roundhay Garden Scene dreht Louis Le Prince den ältesten Film der Filmgeschichte. Ende Oktober folgt der Film Traffic Crossing Leeds Bridge.
- 4. Dezember: Gründung des Heraldischen Vereins „Zum Kleeblatt“ in Hannover
- 13. Dezember: Gründung der Deutschen Schule Thessaloniki, Griechenland
- Gründung des Deutschen Historischen Institutes in Rom

### Gesellschaft
- 12. Februar: William Robert Woodman, Samuel Liddell MacGregor Mathers und William Wynn Westcott gründen in England den magischen Geheimbund Hermetic Order of the Golden Dawn.

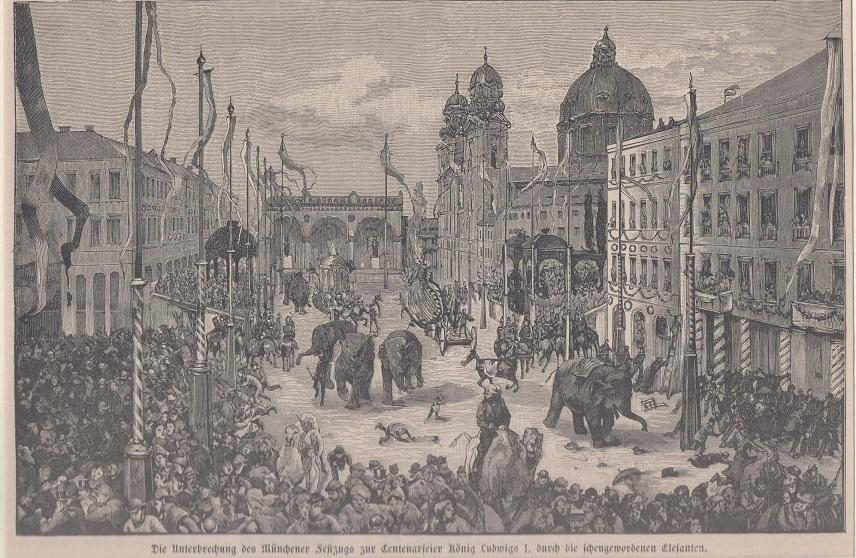
„Die Unterbrechung des Münchner Festzugs zur Centenarfeier König Ludwigs I. durch die scheugewordenen Elefanten“, zeitgenössischer Holzschnitt

- 31. Juli: In München kommt es während einer Centenarfeier anlässlich des 100. Geburtstages von Ludwig I. zur sogenannten Elefantenkatastrophe, als auf einem Festzug eine Gruppe von Elefanten scheut und dadurch eine Massenpanik ausgelöst wird. Dabei kommen vier Menschen ums Leben, 42 werden verletzt.
- 13. August: Auf Einladung von Valentin Salzmann erfolgt die Gründung des Schwäbischen Albvereins in Plochingen. Am 12. November wird ein erster Satzungsentwurf vorgelegt.

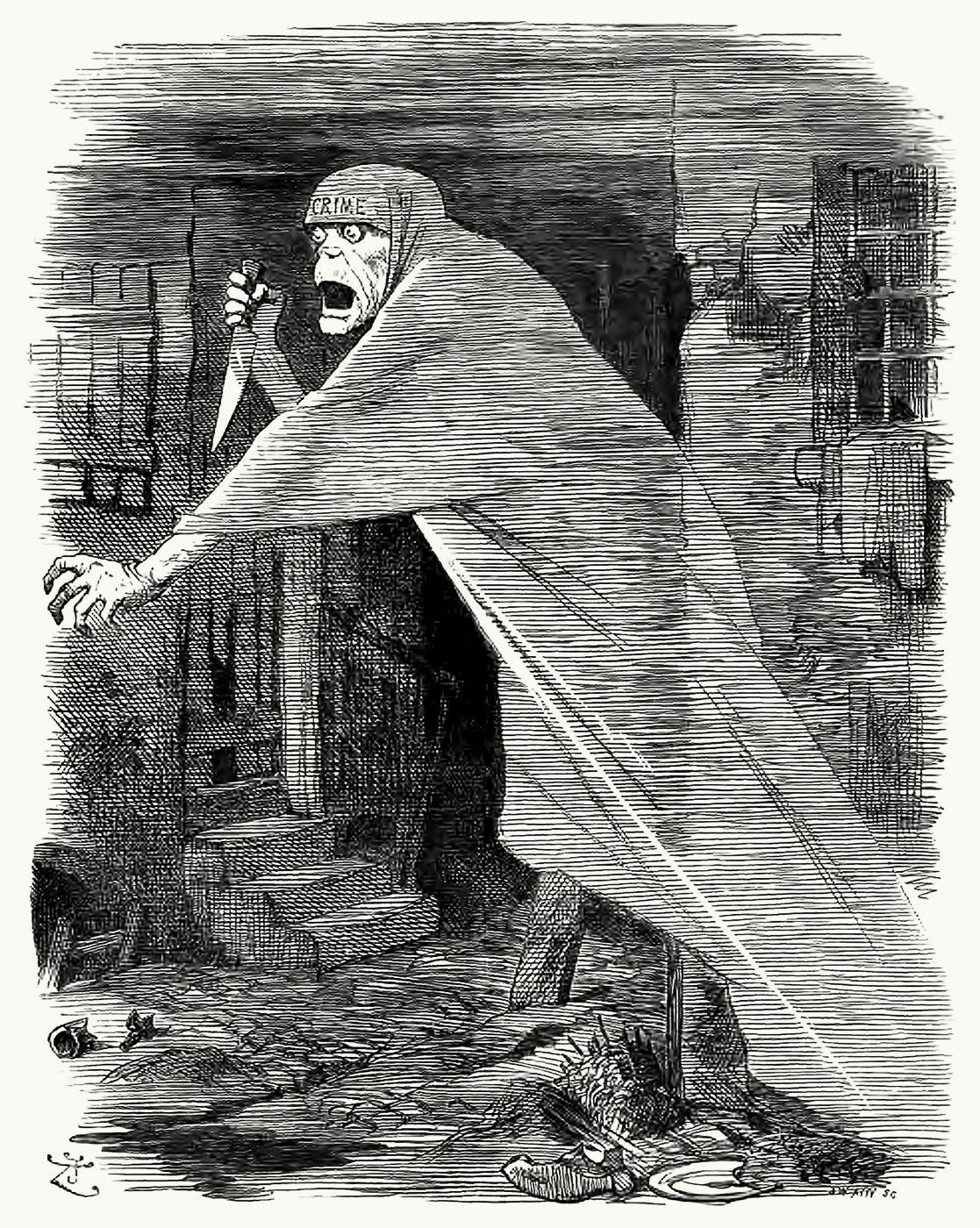
31. August: Opfer gefunden von Jack the Ripper?

- 31. August (möglicherweise auch früher) bis 9. November: Jack the Ripper treibt sein Unwesen im Londoner Stadtteil Whitechapel.
- 27. September: Der Stanley Park in Vancouver, Kanadas größter Stadtpark, wird eröffnet.
- 29. November: Sechs Zimmerleute gründen in Berlin den Deutschen Arbeiter-Samariter-Bund.

### Religion

#### Römisch-Katholische Kirche
- 20. Juni: In der Enzyklika Libertas praestantissimum donum anerkennt Papst Leo XIII. die Gewissensfreiheit, hält aber zugleich fest: „Die uneingeschränkte Freiheit des Denkens und die öffentliche Bekanntmachung der Gedanken eines Menschen gehören nicht zu den Rechten der Bürger“.
- 24. Juni: Papst Leo XIII. rät über die Bischöfe in der Enzyklika Saepe nos den Iren zu Gehorsam, Gerechtigkeit und legalem Vorgehen in Irlands Umwälzungszeiten.
- 10. Dezember: In der Enzyklika Quam aerumnosa sorgt sich Papst Leo XIII. um die italienischen Immigranten in Amerika. Priestermangel und Sprachprobleme könnten Rückwirkungen auf das Geben der Sakramente haben. Entsandte Geistliche aus Italien sollen dem Engpass abhelfen.

#### Anglikanische Kirche
- 3. bis 27. Juli: Dritte Lambeth-Konferenz der Anglikanischen Kirche

### Katastrophen
- 12. Januar: Ein plötzlich einsetzender Schneesturm in den nördlicheren Binnenstaaten der USA kostet mehrere hundert Menschen, darunter zahlreiche Schulkinder das Leben. Er wird deswegen Schoolchildren’s Blizzard genannt.

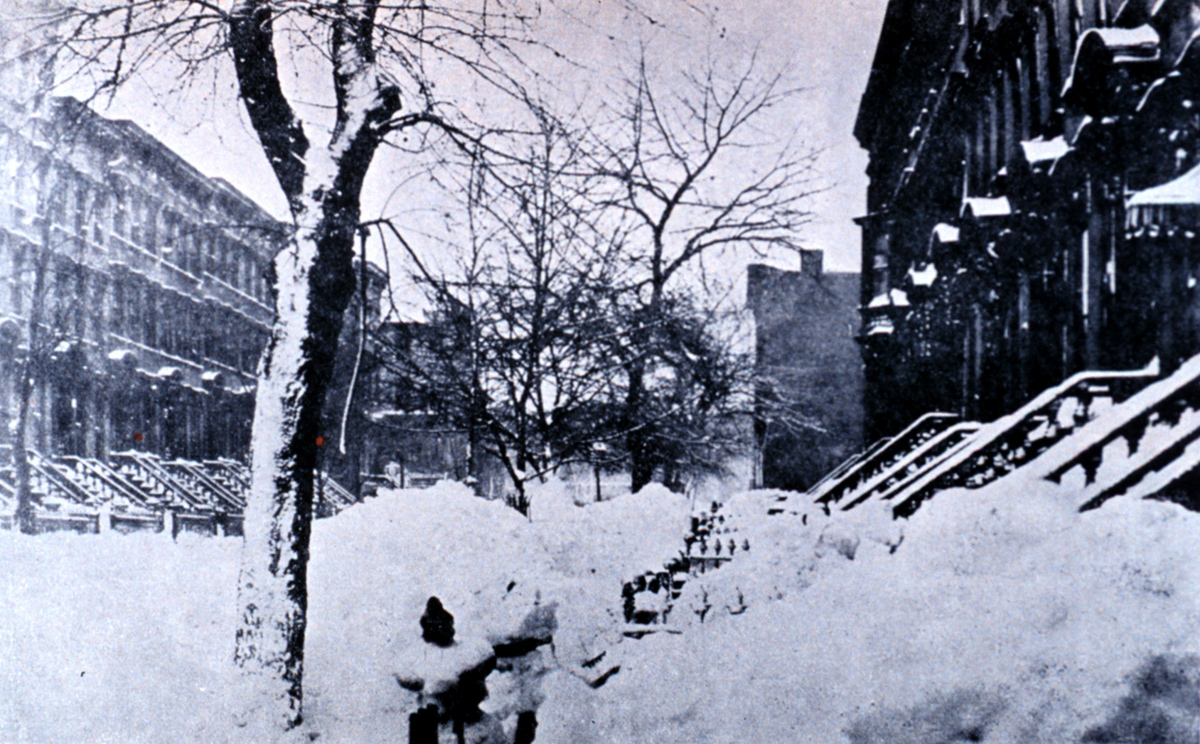
Nach dem Great Blizzard von 1888

- 11. März: Ein einsetzender Blizzard beginnt das Leben an der Ostküste der USA lahmzulegen. Der Große Schneesturm von 1888 tobt in der Spitze ununterbrochen eineinhalb Tage lang. Am Ende der Wetterunbilden werden etwa 400 Tote gezählt. Am 15. März schreibt der kubanische Schriftsteller José Martí den Erlebnisbericht Nueva York bajo la nieve, der am 27. April in der argentinischen Zeitschrift La Nación veröffentlicht wird.

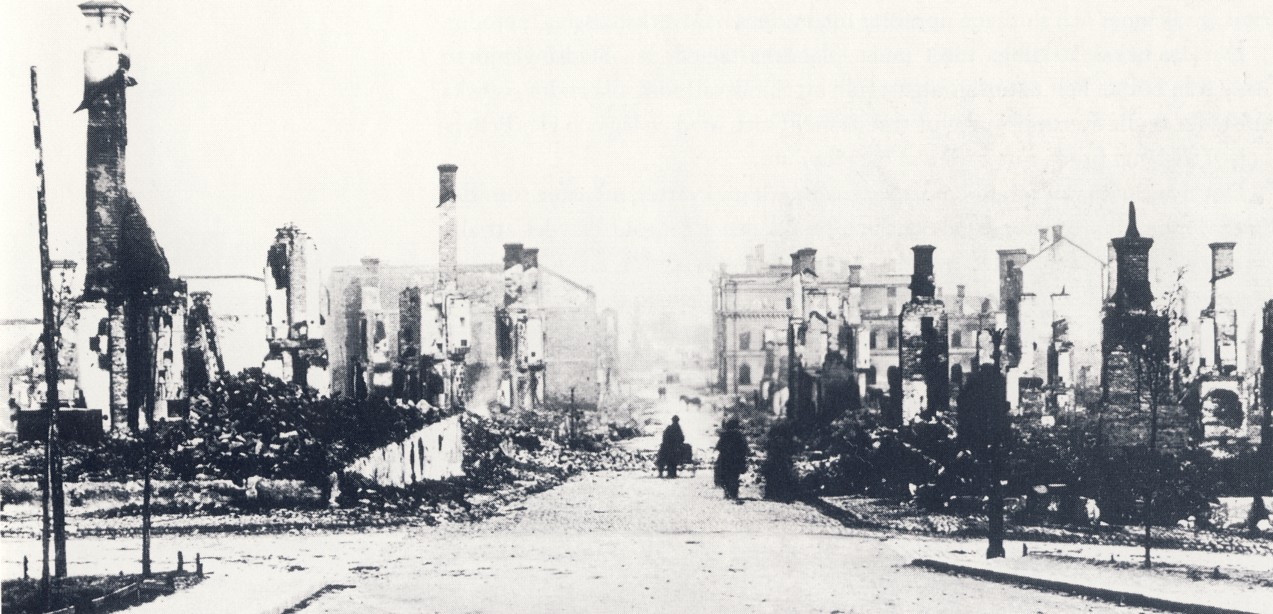
Sundsvall nach dem Brand

- 25. Juni: In Sundsvall bricht der bis dahin größte Stadtbrand Schwedens aus. 400 Höfe werden zerstört und 9.000 Einwohner obdachlos. Am selben Tag wütet ferner ein Großbrand in Umeå, der dort 2.500 der rund 3.000 Bewohner um ihr Zuhause bringt.
- 15. Juli: Die Eruption des Schichtvulkans Bandai in Japan fordert 461 Menschenleben; 70 Personen werden verletzt.
- 14. August: Vor Sable Island sinkt der dänische Passagierdampfer Geiser nach der Kollision mit einem Schiff derselben Reederei. 118 Menschen sterben.

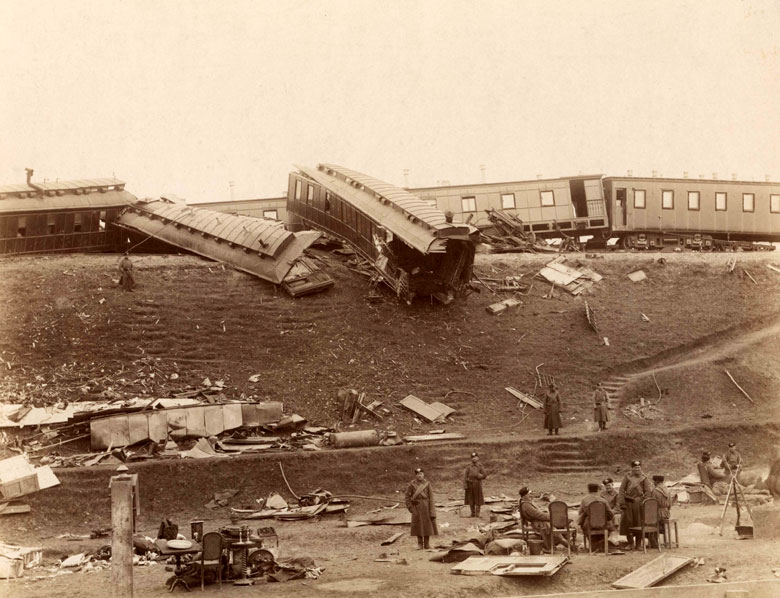
Der verunglückte Hofzug des Zaren

- 29. Oktober: Beim Eisenbahnunfall von Borki sterben 23 Menschen, die Familie von Zar Alexander III., die sich im Zug befindet, bleibt unverletzt.

Kleinere Unglücksfälle sind in den Unterartikeln von Katastrophe und in der Liste von Katastrophen aufgeführt.

### Sport
- 21. Januar: In den Vereinigten Staaten entsteht der Sportverband Amateur Athletic Union (AAU).
- 22. März: Der Schotte William McGregor gründet in England The Football League, die weltweit erste Fußball-Profiliga. Die Football League 1888/89 startet mit 12 teilnehmenden Vereinen am 8. September.
- 1. April: Der Rotterdamsche Cricket & Football Club Sparta wird gegründet, aus dem später der Fußballverein Sparta Rotterdam hervorgeht.

## Geboren

### Januar
- 01. Januar: Hermann Arnold, deutscher Unternehmer († 1973)
- 01. Januar: Eduard Bass, tschechischer Schriftsteller und Schauspieler († 1946)
- 01. Januar: Frank Stokes, US-amerikanischer Blues-Musiker († 1955)
- 01. Januar: Johannes Hohlfeld, deutscher Genealoge und Historiker († 1950)
- 04. Januar: Walther Kossel, deutscher Physiker († 1956)
- 05. Januar: Lauri Pihkala, finnischer Leichtathlet, Erfinder des Pesäpallo († 1981)
- 09. Januar: Alfred Plé, französischer Ruderer († 1980)
- 08. Januar: Richard Courant, deutscher Mathematiker († 1972)
- 10. Januar: Nemo Agodi, italienischer Turner († 1940)
- 10. Januar: Alfred Birlem, deutscher Fußballschiedsrichter († 1956)
- 12. Januar: Claude Delvincourt, französischer Komponist († 1954)
- 13. Januar: Wassil Boschinow, bulgarischer Komponist († 1966)
- 18. Januar: Michael Horlacher, deutscher Politiker († 1957)
- 18. Januar: Wim Bronger, niederländischer Fußballspieler († 1965)
- 19. Januar: Ernesto Ruffini, italienischer Bischof und Kardinal († 1967)
- 20. Januar: Tryggve Gran, norwegischer Pilot, Entdecker und Autor (erster Alleinflug über die Nordsee 1914) († 1980)
- 20. Januar: Paul Weyland, deutscher Chemiker († 1972)
- 21. Januar: Ernst Kapp, deutscher Altphilologe(† 1978)
- 22. Januar: Willy Moog, deutscher Philosoph († 1935)
- 23. Januar: Paul Peter Ewald, deutscher Physiker († 1985)
- 23. Januar: Jerzy Gablenz, polnischer Komponist († 1937)
- 23. Januar: Bianca Stagno Bellincioni, italienische Sängerin und Schauspielerin († 1980)
- 24. Januar: Ernst Heinkel, deutscher Luftfahrtpionier († 1958)
- 24. Januar: Vicki Baum, österreichische Harfenistin und Schriftstellerin († 1960)
- 25. Januar: Suzanne Grinberg, französische Anwältin, Feministin und Pazifistin († 1972)
- 27. Januar: Otto Schmidt-Hannover, deutscher Politiker († 1971)
- 27. Januar: Victor Moritz Goldschmidt, Geochemiker († 1947)
- 28. Januar: Ossip Zadkine, belarussischer Maler und Bildhauer († 1967)
- 29. Januar: Walter Bau (Lehrer), deutscher Lehrer, Geologe, Paläontologe und Zoologe († 1967)
- 29. Januar: Sydney Chapman, britischer Astronom und Geophysiker († 1970)

### Februar
- 01. Februar: Hans Anton Aschenborn, deutscher Tiermaler, Illustrator und Autor († 1931)
- 02. Februar: Johannes Eckert, Frankfurter Original († 1959)
- 02. Februar: Irene Scharrer, englische Pianistin († 1971)
- 03. Februar: Emmy Eisenberg, österreichische Bergsteigerin († 1980)
- 04. Februar: Paul Althaus, deutscher protestantischer Theologe († 1966)
- 05. Februar: Hedwig Anneler, schweizerischer Ethnologin und Schriftstellerin († 1969)
- 06. Februar: Oscar Gans, deutscher Dermatologe († 1983)
- 07. Februar: Lothar van Gogh, niederländischer Fußballspieler († 1945)
- 08. Februar: Hans Arko, österreichischer Rechtsanwalt und Politiker († 1953)
- 08. Februar: Edith Evans, britische Schauspielerin († 1976)

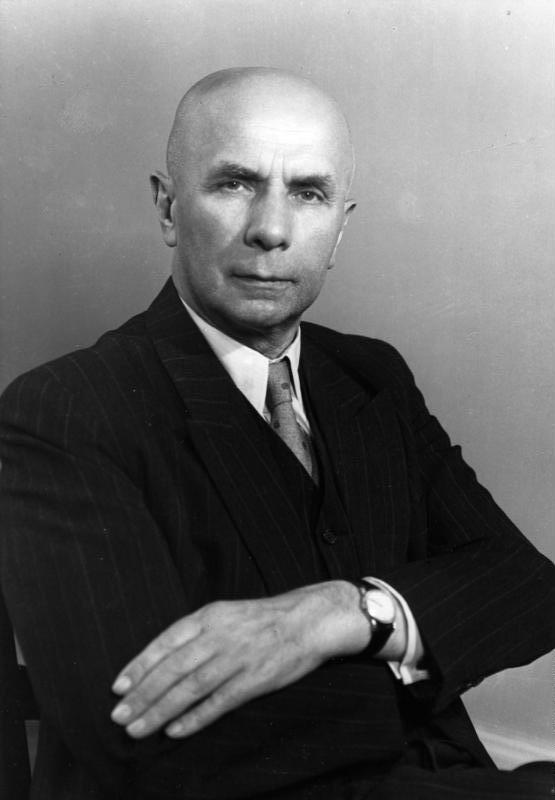
Jakob Kaiser 1950

- 08. Februar: Jakob Kaiser, deutscher Politiker († 1961)
- 08. Februar: Matthijs Vermeulen, niederländischer Komponist († 1967)
- 09. Februar: Cas Ruffelse, niederländischer Fußballspieler († 1958)
- 10. Februar: Alfredo Pacini, italienischer römisch-katholischer Kardinal († 1967)
- 10. Februar: Giuseppe Ungaretti, italienischer Schriftsteller († 1970)
- 10. Februar: Harry Beaumont, US-amerikanischer Filmregisseur († 1966)
- 10. Februar: Wilhelm Thöny, österreichischer Maler und Grafiker († 1949)
- 10. Februar: Willy Jaeckel, deutscher Künstler († 1944)
- 11. Februar: Alfred Johan Asikainen, finnischer Ringer († 1942)
- 11. Februar: Rolf Gustav Haebler, deutscher Politiker und Heimatforscher († 1974)
- 12. Februar: Anders Oscar Ahlgren, schwedischer Ringer († 1976)
- 12. Februar: Hans von Sponeck, Generalmajor der Wehrmacht im Zweiten Weltkrieg († 1944)
- 13. Februar: Georgios Papandreou, griechischer Politiker und Regierungschef († 1968)
- 14. Februar: Robert Remak, deutscher Mathematiker († 1942)
- 17. Februar: Hans Blüher, deutscher Schriftsteller und Philosoph († 1955)
- 17. Februar: Elie-Antoine Durand, französischer Geistlicher und römisch-katholischer Bischof von Montaubane († 1939)

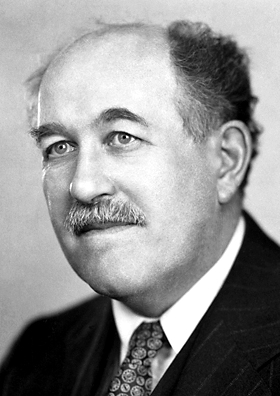
Otto Stern

- 17. Februar: Otto Stern, deutscher Physiker († 1969)
- 17. Februar: Ludwig Weinacht, deutscher Ruderer († 1946)
- 19. Februar: Adelina Domingues, kap-verdisch-amerikanische Altersrekordlerin († 2002)
- 19. Februar: Tom Spencer Vaughan Phillips, britischer Admiral († 1941)
- 19. Februar: Rosy Wertheim, niederländische Komponistin, Pianistin und Musikpädagogin († 1949)
- 20. Februar: Georges Bernanos, französischer Schriftsteller († 1948)
- 21. Februar: Albert Förster, deutscher Arbeiterführer und Widerstandskämpfer († 1958)
- 22. Februar: Owen Brewster, US-amerikanischer Politiker († 1961)
- 22. Februar: Gussy Holl, eigentlich Auguste Marie Holl, deutsche Schauspielerin und Diseuse († 1966)
- 22. Februar: Leo Waibel, deutscher Geograph († 1951)
- 23. Februar: Josef Eichheim, deutscher Schauspieler († 1945)
- 23. Februar: Edith Marcus, deutsche Malerin († unbekannt)
- 25. Februar: John Foster Dulles, US-amerikanischer Außenminister († 1959)
- 25. Februar: Heinrich Kemper, deutscher Politiker († 1962)
- 26. Februar: Maria Grengg, österreichische Erzählerin und Malerin († 1963)
- 26. Februar: Maurice Schilles, französischer Radrennfahrer († 1957)
- 27. Februar: Roberto Assagioli, italienischer Arzt, Psychiater und Psychotherapeut († 1974)
- 27. Februar: Lotte Lehmann, deutsch-US-amerikanische Opernsängerin († 1976)
- 28. Februar: Eugène Bigot, französischer Dirigent und Komponist († 1965)
- 29. Februar: Herbert Ihering, deutscher Theaterkritiker († 1977)
- 29. Februar: Gyula Kertész, ungarischer Fußballspieler und -trainer († 1982)
- 29. Februar: Domenico Tardini, italienischer römisch-katholischer Kardinal († 1961)

### März
- 01. März: Josef Brendle, deutscher Kunstmaler († 1954)
- 01. März: Robert Petschow, deutscher Ballonfahrer, Fotograf und Sportfunktionär († 1945)
- 02. März: Adolf Rading, deutscher Architekt († 1957)
- 03. März: Hans von Borstel, deutscher kommunistischer Politiker († 1962)
- 03. März: Olaf Hytten, schottischer Schauspieler († 1955)
- 05. März: Joshua Barnes Howell, US-amerikanischer Blues-Gitarrist, Sänger und Songschreiber († 1966)
- 05. März: Ramón Otero Pedrayo, spanisch-galicischer Schriftsteller († 1976)
- 05. März: Friedrich Schnack, deutscher Dichter († 1977)
- 05. März: Franz Schwede, deutscher nationalsozialistischer Politiker († 1960)
- 07. März: Alidius Warmoldus Lambertus Tjarda van Starkenborgh Stachouwer, Generalgouverneur von Niederländisch Ostindien († 1978)
- 09. März: Willy Westra van Holthe, niederländischer Fußballspieler († 1965)
- 09. März: Raquel Meller, spanische Sängerin und Filmschauspielerin († 1962)
- 10. März: Ilo Wallace, US-amerikanische Politikergattin († 1981)
- 12. März: Hans Knappertsbusch, deutscher Dirigent († 1965)
- 12. März: Erich Rothacker, deutscher Philosoph und Soziologe († 1965)
- 13. März: Josef Loos, tschechoslowakischer Eishockeyspieler († 1955)
- 13. März: Anton Semjonowitsch Makarenko, sowjetischer Pädagoge und Schriftsteller († 1939)
- 14. März: Knud Ahlborn, deutsche Persönlichkeiten der frühen Jugendbewegung († 1977)
- 15. März: Joseph Dépierre, französischer Politiker († 1961)
- 16. März: Lenka von Koerber, deutsche Journalistin († 1958)
- 16. März: Anton Köllisch, deutscher Chemiker († 1916)
- 17. März: Eduard Fraenkel, deutsch-englischer Altphilologe († 1970)
- 17. März: Hans Schimank, deutscher Physiker und Wissenschaftsgeschichtler († 1979)
- 18. März: Gabriel del Orbe, dominikanischer Geiger († 1966)
- 18. März: Alfred Mahncke, deutscher General († 1979)
- 19. März: Josef Albers, deutscher Maler, Kunsttheoretiker und -pädagoge († 1976)
- 19. März: Gottlob Wieser, Schweizer evangelischer Geistlicher († 1973)
- 20. März: Franz Dornseiff, deutscher Altphilologe († 1960)
- 20. März: Krsto Odak, kroatischer Komponist († 1965)
- 20. März: Renée Sintenis, deutsche Bildhauerin und Graphikerin († 1965)
- 20. März: Siegfried von Vegesack, deutscher Schriftsteller († 1974)
- 21. März: Norbert von Hellingrath, deutscher Germanist († 1916)
- 21. März: Franz Koch, deutsch-österreichischer Germanist und Literaturhistoriker († 1969)
- 23. März: Heinrich Thieslauk, deutscher Widerstandskämpfer gegen das NS-Regime († 1937)
- 23. März: Hans Thirring, österreichischer Physiker († 1976)
- 24. März: Friedrich Burmeister, Politiker der DDR († 1968)
- 26. März: Elsa Brändström, schwedische Philanthropin († 1948)
- 26. März: Gustav Geierhaas, deutscher Komponist († 1976)
- 26. März: Émile Lacharnay, französischer Automobilrennfahrer († 1962)
- 27. März: Michel Alexandre, französischer Philosoph († 1952)
- 27. März: Agnes Windeck, deutsche Bühnen-, Film- und Fernsehschauspielerin († 1975)
- 30. März: Edvardas Adamkevičius, litauischer General († 1957)

### April
- 01. April: Edmund Friedemann Dräcker, fiktiver deutscher Diplomat
- 01. April: Hermann Pünder, deutscher Politiker († 1976)
- 01. April: Gerhard Storm, deutscher Märtyrer der katholischen Kirche († 1942)
- 02. April: Louis Colas, französischer Automobilrennfahrer († 1949)
- 02. April: Marietta Schaginjan, sowjetische Schriftstellerin († 1982)
- 03. April: Georg Alexander, deutscher Schauspieler, Regisseur und Produzent († 1945)
- 03. April: Sibylle Ascheberg von Bamberg, deutsche Malerin († 1966)
- 06. April: Dan Andersson, schwedischer Arbeiterdichter und Lyriker († 1920)
- 06. April: Hans Richter, deutscher Maler und Filmkünstler des Dadaismus († 1976)
- 06. April: Gerhard Ritter, deutscher Historiker († 1967)
- 08. April: Dennis Chavez, US-amerikanischer Politiker († 1962)
- 08. April: Wilhelm Andreae, deutscher Sozialökonom († 1962)
- 09. April: Mary Barratt Due, norwegische Pianistin und Musikpädagogin († 1969)
- 09. April: Joseph Ferche, Weihbischof in Breslau und Köln († 1965)
- 11. April: Paul Appenzeller, Schweizer Mundartautor († 1951)
- 12. April: Dan Ahearn, US-amerikanischer Leichtathlet († 1942)
- 12. April: Carlos Julio Arosemena Tola, ecuadorianischer Bankier und Präsident († 1952)
- 12. April: Cecil Kimber, englischer Automobilkonstrukteur († 1945)
- 12. April: Heinrich Neuhaus, russisch-ukrainischer Pianist († 1964)
- 14. April: August Adam, deutscher Priester und Theologe († 1965)
- 14. April: Franz Seitz senior, deutscher Filmproduzent, Filmregisseur und Drehbuchautor († 1952)
- 15. April: Hermann Köhl, deutscher Flugpionier († 1938)
- 17. April: Maggie Teyte, britische Sopranistin († 1976)
- 17. April: Jan Vos, niederländischer Fußballspieler († 1939)
- 18. April: Arnold Lunn, britischer Skipionier, Bergsteiger und Schriftsteller († 1974)
- 19. April: Elias Aslaksen, norwegischer Prediger († 1976)
- 19. April: Oswald Menghin, österreichischer Universitätsprofessor, Prähistoriker, Unterrichtsminister († 1973)
- 20. April: Charles D. Hall, britisch-amerikanischer Szenenbildner († 1970)
- 21. April: Ludwig Ankenbrand, deutscher Geistlicher, Schriftsteller und Journalist († 1971)
- 21. April: Boris Pertel, russischer Sportschütze († ????)
- 22. April: Carlo Agostini, Erzbischof und Patriarch von Venedig und Kardinal († 1952)
- 23. April: Hans Freiherr von Pranckh, bayerischer Offizier und österreichischer Heimwehrführer († 1945)
- 24. April: Iwan Alexejewitsch Akulow, sowjetischer Gewerkschafter, Partei- und Staatsfunktionär († 1937)
- 26. April: Robert Bloch, französischer Automobilrennfahrer († 1984)
- 26. April: Hans Krebs, deutscher Publizist und Politiker († 1947)
- 27. April: Alexander Andrae, deutscher Offizier († 1979)
- 27. April: Georges Anquetil, französischer Anwalt und Unternehmer († 1945)
- 29. April: Dionys Schönecker, österreichischer Fußballspieler und -trainer († 1938)
- 30. April: David Jacobs, britischer Leichtathlet und Olympiasieger († 1976)
- 30. April: Hans Reingruber, Minister für Verkehr der DDR († 1964)

### Mai
- 01. Mai: Wilhelm Knothe, deutscher Politiker und MdB († 1952)
- 01. Mai: Jan Morávek, tschechischer Schriftsteller und Journalist († 1958)
- 01. Mai: John Francis O’Hara, Erzbischof von Philadelphia und Kardinal († 1960)
- 03. Mai: Alfred Braun, deutscher Rundfunkpionier († 1978)
- 05. Mai: Cuno Raabe, deutscher Politiker († 1971)
- 07. Mai: Hermann Fränkel, deutsch-amerikanischer Altphilologe († 1977)
- 09. Mai: Francesco Baracca, italienischer Jagdflieger im Ersten Weltkrieg († 1918)
- 10. Mai: Thore Michelsen, norwegischer Ruderer († 1980)
- 10. Mai: Max Steiner, österreichischer Komponist († 1971)
- 11. Mai: Irving Berlin, US-amerikanischer Komponist († 1989)
- 11. Mai: Paul Gury, kanadischer Schauspieler, Regisseur und Drehbuchautor französischer Herkunft († 1974)
- 11. Mai: Max Zimmermann, deutscher Widerstandskämpfer gegen den Nationalsozialismus, Stadtverordneter in Dortmund und Arbeitersportaktivist († 1945)
- 12. Mai: Egmont Colerus, österreichischer Schriftsteller († 1939)
- 12. Mai: Theodor Reik, österreichisch-amerikanischer Psychoanalytiker († 1969)
- 12. Mai: Fritz Schäffer, deutscher Politiker, Bundesminister († 1967)
- 13. Mai: Inge Lehmann, dänische Seismologin († 1993)
- 14. Mai: Simon Sabiani, französischer Politiker und Kollaborateur († 1956)
- 15. Mai: John E. Miller, US-amerikanischer Politiker († 1981)
- 16. Mai: Wilhelm von Kaufmann, deutscher Arzt und Filmproduzent († 1959)
- 17. Mai: Raymond W. Bliss, US-amerikanischer Offizier, Surgeon General of the Army († 1965)
- 17. Mai: Horace Elgin Dodge, US-amerikanischer Automobilhersteller († 1920)
- 17. Mai: Annie Rosar, österreichische Schauspielerin († 1963)
- 18. Mai: Maria Niggemeyer, deutsche Politikerin († 1968)
- 19. Mai: Nikolai Schwernik, sowjetischer Politiker († 1970)
- 20. Mai: Theodor August Ankermann, deutscher Gewerkschafter und Politiker († 1967)
- 20. Mai: Mannes Francken, niederländischer Fußballspieler († 1948)
- 21. Mai: May Frances Aufderheide Kaufman, US-amerikanische Ragtimekomponistin († 1972)
- 21. Mai: Evasio Lampiano, italienischer Automobilrennfahrer († 1923)
- 21. Mai: Agnes Pechuel-Lösche, deutsche Malerin und Kunstgewerblerin († unbekannt)
- 21. Mai: Michael Schulien, deutscher katholischer Geistlicher, Päpstlicher Apostolischer Visitator für das Saargebiet († 1968)
- 23. Mai: Alexander N. Vyssotsky, russischer Astronom († 1973)
- 24. Mai: Melecio Arranz, philippinischer Politiker († 1966)
- 24. Mai: Johannes Göderitz, deutscher Architekt und Stadtplaner († 1978)
- 24. Mai: Walter Hammer, deutscher Schriftsteller und Verleger († 1966)
- 24. Mai: Walter Hösterey, deutscher Verleger und Schriftsteller († 1966)
- 24. Mai: Alex Osborn, US-amerikanischer Autor († 1966)
- 25. Mai: Anatoli Alexandrow, russischer Komponist († 1982)
- 25. Mai: Max Becker, deutscher Politiker († 1960)
- 27. Mai: Louis Durey, französischer Komponist († 1979)
- 27. Mai: Walter Sommé, deutscher General († 1971)
- 27. Mai: Rosi Wolfstein, deutsche Politikerin († 1987)
- 28. Mai: Nikolaus von Arseniew, russischer Emigrant und Theologe († 1977)
- 28. Mai: Johanna Geisler, deutsche Sängerin und Schauspielerin († 1956)
- 28. Mai: Wichard von Bredow, deutscher Verwaltungsbeamter und Kommunalpolitiker († 1951)
- 30. Mai: Hans Arnhold, deutsch-US-amerikanischer Bankier († 1966)

### Juni
- 01. Juni: Herbert Garbe, deutscher Bildhauer († 1945)
- 01. Juni: Imre Payer, ungarischer Fußballspieler und -trainer († 1957)
- 02. Juni: Hans Karl Breslauer, österreichischer Filmregisseur und Schriftsteller († 1965)
- 04. Juni: Fritz Arendt, deutscher Klassischer Philologe und Gymnasiallehrer († 1915)
- 04. Juni: Ingeborg Steffensen, dänische Opernsängerin (Mezzosopran) († 1964)
- 05. Juni: Armand Léon Annet, französischer Politiker und Gouverneur († 1973)
- 05. Juni: J. Hervey Germain, kanadischer Schauspieler und Humorist († 1961)
- 05. Juni: Max Picard, Schweizer Arzt und Schriftsteller († 1965)
- 07. Juni: Helen Smith Woodruff, US-amerikanische Schriftstellerin († 1924)
- 09. Juni: Martin Honecker, deutscher Psychologe und Philosoph († 1941)
- 09. Juni: Christian Schmidt, deutscher Fußballspieler († 1917)
- 10. Juni: Leo Weismantel, deutscher Schriftsteller († 1964)
- 12. Juni: Richard Bernaschek, österreichischer Politiker, Widerstandskämpfer und Schutzbundführer († 1945)
- 13. Juni: Fernando Pessoa, portugiesischer Dichter und Schriftsteller († 1935)
- 13. Juni: Elisabeth Schumann, deutsch-US-amerikanische Sopranistin († 1952)
- 14. Juni: Jacques de Lacretelle, französischer Schriftsteller († 1985)
- 15. Juni: Frank Clement, britischer Automobilrennfahrer († 1970)
- 15. Juni: Theodor Steinbüchel, deutscher katholischer Moraltheologe und Sozialethiker († 1949)
- 16. Juni: Alexander Friedmann, russischer Physiker und Mathematiker († 1925)
- 16. Juni: Alfred Wilhelm Arnold, deutscher Politiker († 1960)
- 17. Juni: Friedrich Grimm, deutscher Völkerrechtler und Strafverteidiger († 1959)
- 17. Juni: Heinz Guderian, deutscher General († 1954)
- 18. Juni: Walter von Sanden-Guja, deutscher Schriftsteller, Naturforscher und Dichter († 1972)
- 18. Juni: Margarita Xirgu, katalanische Schauspielerin († 1969)
- 22. Juni: Harold Hitz Burton, US-amerikanischer Richter und Politiker († 1964)
- 22. Juni: Lo La Chapelle, niederländischer Fußballspieler († 1966)
- 22. Juni: Lyman Hine, US-amerikanischer Bobsportler († 1930)
- 22. Juni: Alan Seeger, US-amerikanischer Poet († 1916)
- 22. Juni: Jeanette Wolff, deutsche Politikerin († 1976)
- 23. Juni: Bronson M. Cutting, US-amerikanischer Politiker († 1935)
- 23. Juni: F. Ryan Duffy, US-amerikanischer Politiker und Jurist († 1979)
- 23. Juni: Paul Hertz, deutscher Politiker († 1961)
- 24. Juni: José de Jesús Angulo del Valle y Navarro, mexikanischer Bischof († 1966)
- 24. Juni: Gerrit Rietveld, niederländischer Architekt und Designer († 1964)
- 25. Juni: Tami Oelfken, deutsche Schriftstellerin und Reformpädagogin († 1957)
- 28. Juni: Alfons von Czibulka, österreichischer Schriftsteller und Maler († 1969)
- 29. Juni: Wladimir Wettschinkin, sowjetischer Aerodynamiker († 1950)
- 30. Juni: Rudolf Amelunxen, deutscher Politiker († 1969)

### Juli
- 01. Juli: Alberto Magnelli, italienischer Maler († 1971)
- 03. Juli: Ramón Gómez de la Serna, spanischer Schriftsteller († 1963)
- 04. Juli: Henry Armetta, italienisch-US-amerikanischer Schauspieler († 1945)
- 05. Juli: Herbert Spencer Gasser, US-amerikanischer Neurophysiologe († 1963)
- 05. Juli: Jacques de la Presle, französischer Komponist und Musikpädagoge († 1969)
- 06. Juli: Eugen Rosenstock-Huessy, deutscher Kulturphilosoph, Jurist, Historiker und Soziologe († 1973)
- 07. Juli: Lambert Schill, deutscher Politiker († 1976)
- 08. Juli: Timothy Carroll, irischer Leichtathlet († 1955)
- 09. Juli: Kawaji Ryūkō, japanischer Lyriker († 1959)
- 10. Juli: Hazel Hempel Abel, US-amerikanische Politikerin († 1966)
- 10. Juli: Giorgio de Chirico, italienischer Maler († 1978)
- 10. Juli: Charles Flohot, französischer Automobilrennfahrer († 1927)
- 10. Juli: Anna Haag, deutsche Schriftstellerin, Pazifistin, Politikerin (SPD) und Frauenrechtlerin († 1982)
- 10. Juli: Kagawa Toyohiko, japanischer Theologe und Sozialreformer († 1960)
- 11. Juli: Carl Schmitt, deutscher Staatsrechtler und Philosoph († 1985)
- 12. Juli: Adolf Horion, deutscher römisch-katholischer Geistlicher und Entomologe († 1977)
- 13. Juli: Julie Katz-Aereboe, deutsche Malerin († 1927)
- 14. Juli: Hans Adt, deutscher Papierindustrieller († 1980)
- 14. Juli: Satomi Ton, japanischer Schriftsteller († 1983)
- 14. Juli: Kakuza Tscholoqaschwili, georgischer Partisanenführer († 1930)
- 14. Juli: Odile Defraye, belgischer Radrennfahrer († 1965)
- 15. Juli: Hans Avé-Lallemant, deutscher Unternehmensleiter († 1945)
- 15. Juli: Ernst von Harnack, deutscher Politiker und Widerstandskämpfer († 1945)
- 16. Juli: Frits Zernike, niederländischer Physiker († 1966)
- 17. Juli: Johannes Brockmann, deutscher Politiker († 1975)
- 17. Juli: Milán Füst, ungarischer Schriftsteller († 1967)
- 20. Juli: Selman Abraham Waksman, US-amerikanischer Forscher († 1973)
- 20. Juli: Franz Jacobi, Hüttenbeamter in der Dortmunder Stahlindustrie († 1979)
- 21. Juli: Giovanni Mauro, italienischer Fußballschiedsrichter und -funktionär († 1958)
- 21. Juli: Oscar Van Den Bossche, belgischer Ruderer († 1951)
- 23. Juli: Raymond Chandler, US-amerikanischer Krimi-Schriftsteller († 1959)
- 24. Juli: Nils Åberg, schwedischer Historiker, Archäologe († 1957)
- 24. Juli: Grace Hayle, US-amerikanische Schauspielerin († 1963)
- 24. Juli: Einar Ralf, schwedischer Opernsänger und Komponist († 1971)
- 25. Juli: Giacomo Acerbo, italienischer Agrarwissenschaftler und Politiker († 1969)
- 26. Juli: Katharina Eleonore Behrend, deutsch-niederländische Fotografin († 1973)
- 26. Juli: Marcel Jouhandeau, französischer Schriftsteller († 1979)
- 27. Juli: Prinz Oskar von Preußen, preußischer Offizier, 5. Kaisersohn († 1958)
- 29. Juli: Robert Görlinger, deutscher Politiker († 1954)
- 29. Juli: Wladimir Kosmitsch Sworykin, russischer Ingenieur, Physiker und Erfinder († 1982)
- 30. Juli: Raden Soetomo, indonesischer Arzt († 1938)
- 30. Juli: Emilie Kiep-Altenloh, deutsche Politikerin († 1985)
- 30. Juli: Harry Smith, US-amerikanischer Langstreckenläufer († 1961)
- 30. Juli: Werner Jaeger, deutscher Altphilologe († 1961)
- 31. Juli: Arno Glockauer, deutscher Turner († 1966)
- 31. Juli: Otto Erich Strasser, Schweizer evangelischer Geistlicher und Hochschullehrer († 1985)

### August
- 01. August: Vito Frazzi, italienischer Komponist und Musikpädagoge († 1975)
- 01. August: Charles Winslow, südafrikanischer Tennisspieler († 1963)
- 03. August: August Kubizek, Österreicher, einziger Freund Adolf Hitlers während dessen Wiener Zeit († 1956)
- 05. August: Joseph Cattaneo, italienischer Unternehmer und Automobilrennfahrer († 1975)
- 05. August: Walther Engelmann, deutscher Kunstturner († 1959)
- 06. August: Nagayo Yoshirō, japanischer Schriftsteller († 1961)
- 06. August: Heinrich Schlusnus, deutscher Opern- und Konzertsänger (Bariton) († 1952)
- 06. August: Arthur Fields, US-amerikanischer Sänger († 1953)
- 09. August: Ludwig Schaschek, österreichischer Kameramann († 1948)
- 10. August: René Dély, französischer Automobilrennfahrer († 1935)
- 10. August: Lauri Ikonen, finnischer Komponist († 1966)
- 11. August: Rudolf Hägni, Schweizer Lehrer, Liedtexter und Schriftsteller († 1956)
- 13. August: John Logie Baird, britischer Fernsehpionier († 1946)
- 13. August: Walter Jauch, deutscher Versicherungskaufmann († 1976)
- 14. August: Emma Zimmer, SS-Oberaufseherin im Konzentrationslager Ravensbrück († 1948)
- 15. August: Gottlieb Duttweiler, Schweizer Unternehmer und Politiker († 1962)
- 15. August: Hermann Leopoldi, österreichischer Komponist, Kabarettist und Klavierhumorist († 1959)
- 15. August: Albert Spalding, US-amerikanischer Violinvirtuose und Komponist († 1953)
- 16. August: Thomas Edward Lawrence (besser bekannt als Lawrence von Arabien), britischer Archäologe und Geheimagent († 1935)
- 18. August: Gerhard Wagner, Mediziner und Reichsärzteführer († 1939)
- 19. August: Sam Gilbert Bratton, US-amerikanischer Politiker († 1963)
- 21. August: Giulio Foresti, italienischer Automobilrennfahrer († 1965)
- 21. August: Wilhelm Schmidt, deutscher Politiker, ehemaliges MdB († 1962)
- 22. August: Willi Schur, deutscher Schauspieler, Sänger und Regisseur († 1940)
- 22. August: Walther von Seydlitz-Kurzbach, deutscher General († 1976)
- 24. August: Leo Bosschart, niederländischer Fußballspieler († 1951)
- 24. August: Sophie Drinker, US-amerikanische Musikwissenschaftlerin († 1967)
- 29. August: Mikawa Gun’ichi, japanischer Vizeadmiral der kaiserlichen Marine († 1981)
- 30. August: Walther Penck, deutscher Geomorphologe und Sohn von Albrecht Penck († 1923)

### September
- 01. September: Ephraim Lipson, britischer Wirtschaftshistoriker († 1960)
- 02. September: Charles Gossett, US-amerikanischer Politiker († 1974)
- 02. September: Leo Wohleb, deutscher Politiker († 1955)
- 03. September: Hans Friedrich Blunck, deutscher Jurist und Schriftsteller († 1961)
- 04. September: La Argentina, spanische Ballett-Tänzerin und Choreografin († 1936)
- 04. September: Charles Belben, französischer Automobilrennfahrer († 1961)
- 04. September: Oskar Schlemmer, deutscher Maler, Bildhauer und Bühnenbildner († 1943)
- 05. September: Marie-Anne Asselin, kanadische Sängerin und Musikpädagogin († 1971)
- 05. September: Sarvepalli Radhakrishnan, indischer Philosoph und Staatspräsident († 1975)
- 06. September: Joseph P. Kennedy, US-amerikanischer Politiker und Diplomat († 1969)
- 09. September: Josef Adlmannseder, österreichischer Politiker († 1971)
- 09. September: Lothar Kreuz, letzter Rektor der Friedrich-Wilhelm-Universität Berlin († 1969)
- 09. September: Armand Leclaire, kanadischer Schauspieler und Autor († 1931)
- 11. September: Karl Pfaff, deutscher Unternehmer († 1952)
- 12. September: Maurice Chevalier, französischer Schauspieler, Sänger († 1972)
- 13. September: Fritz Becker, deutscher Fußballspieler († 1963)
- 15. September: Hans Christoph Ade, deutscher Schriftsteller († 1981)
- 15. September: Antonio Ascari, italienischer Automobilrennfahrer († 1925)
- 16. September: Til Brugman, niederländische Schriftstellerin († 1958)
- 16. September: Charles Ruffell, britischer Leichtathlet († 1923)
- 16. September: Almira Sessions, US-amerikanische Schauspielerin († 1974)
- 16. September: Frans Eemil Sillanpää, finnischer Schriftsteller († 1964)
- 18. September: Grey Owl, englischer Schriftsteller († 1938)
- 23. September: Rudolf Freidhof, deutscher Politiker († 1983)
- 23. September: Gerhard Kittel, deutscher evangelischer Theologe († 1948)
- 24. September: Georges Darrieus, französischer Ingenieur († 1979)
- 24. September: Kanken Toyama, japanischer Karatemeister und Adeliger († 1966)
- 26. September: Andreas Breynck, deutscher Fußballspieler († 1957)
- 26. September: Thomas Stearns Eliot, US-amerikanischer Lyriker, Dramatiker und Essayist, Literaturnobelpreisträger († 1965)
- 30. September: Raulino Galvao, deutscher Hockeyspieler

### Oktober
- 03. Oktober: Joseph Noyon, französischer Komponist und Kirchenmusiker († 1962)
- 03. Oktober: Louis Paris, französischer Automobilrennfahrer († 1958)
- 03. Oktober: Clawson Roop, US-amerikanischer Wirtschaftsmanager und Regierungsbeamter († 1972)
- 04. Oktober: Friedrich Olbricht, deutscher General († 1944)
- 05. Oktober: Takashi Akiba, japanischer Soziologe († 1954)
- 05. Oktober: Oskar Kanehl, deutscher Schriftsteller und Herausgeber († 1929)
- 06. Oktober: Max Butting, deutscher Komponist († 1976)
- 06. Oktober: Roland Garros, französischer Luftfahrtpionier († 1918)
- 06. Oktober: John Howard, kanadischer Leichtathlet († 1937)
- 07. Oktober: Henry A. Wallace, US-amerikanischer Politiker, Vizepräsident der USA († 1965)
- 08. Oktober: Adolf Aeschbach, Schweizer Politiker († 1969)
- 08. Oktober: Ernst Kretschmer, deutscher Psychiater († 1964)
- 08. Oktober: Friedrich Fromm, deutscher Offizier († 1945)
- 09. Oktober: Nikolai Bucharin, sowjetischer Politiker und marxistischer Theoretiker († 1938)
- 09. Oktober: Josesito García Vila, dominikanischer Pianist und Komponist († 1919)
- 10. Oktober: Pietro Lana, italienischer Fußballspieler († 1950)
- 11. Oktober: Alfred Agostinelli, französischer Mechaniker, Chauffeur und Sekretär († 1914)
- 11. Oktober: Christine Teusch, deutsche Politikerin, Kultusministerin in Nordrhein-Westfalen († 1968)
- 11. Oktober: Emil Bohnke, deutscher Bratschist, Komponist und Dirigent († 1928)
- 11. Oktober: Norman S. Case, US-amerikanischer Politiker († 1967)
- 13. Oktober: Heinrich Welsch, Saarländischer Ministerpräsident von 1955 bis 1956 († 1976)
- 14. Oktober: Paul Burkhard, Schweizer Bildhauer und Zeichner († 1964)
- 14. Oktober: Katherine Mansfield, britische Schriftstellerin († 1923)
- 14. Oktober: Oskar Hagen, deutscher Kunsthistoriker und Begründer der Händel-Festspiele († 1957)
- 15. Oktober: Willard Huntington Wright, US-amerikanischer Schriftsteller und Kunstkritiker († 1939)
- 16. Oktober: Eugene O’Neill, US-amerikanischer Dramatiker († 1953)
- 16. Oktober: Gustav Klingelhöfer, deutscher Politiker († 1961)
- 19. Oktober: Arnold Brügger, Schweizer Maler († 1975)
- 20. Oktober: Sadayoshi Tanabe, ältester Mann der Welt vom 29. April 1999 bis zu seinem Tod († 2000)
- 21. Oktober: Richard Katz, deutsch-böhmischer Journalist und Reiseschriftsteller († 1968)
- 22. Oktober: Renzo Bracesco, italienischer Komponist und Musikpädagoge († 1982)
- 25. Oktober: Richard Evelyn Byrd, US-amerikanischer Polarforscher und Admiral († 1957)
- 25. Oktober: Marek Weber, deutscher Violinist und Orchesterleiter († 1964)
- 26. Oktober: Iver Callø, dänisch-deutscher Politiker († 1972)
- 27. Oktober: Wilhelm Bahlburg, deutscher Politiker († 1958)
- 27. Oktober: Otto Löble, deutscher Fußballspieler († 1967)
- 29. Oktober: Helene Jacobsen, dänische Lithografin und Malerin († 1927)
- 30. Oktober: Marie Ulfers, deutsche Schriftstellerin († 1960)
- 31. Oktober: Hubert Wilkins, australischer Polarforscher, Flugpionier und Fotograf († 1958)

### November
- 01. November: George Kenner, deutscher bildender Künstler († 1971)
- 02. November: Ivar Rooth, schwedischer Bankier († 1972)
- 03. November: Jaska Saarivuori, finnischer Kunstturner († 1938)
- 04. November: Richard Queck, deutscher Fußballspieler († 1968)
- 05. November: Jupp Wiertz, deutscher Grafiker († 1939)
- 07. November: Nestor Machno, Anführer einer anarchistischen Volksbewegung in der Ukraine († 1934)

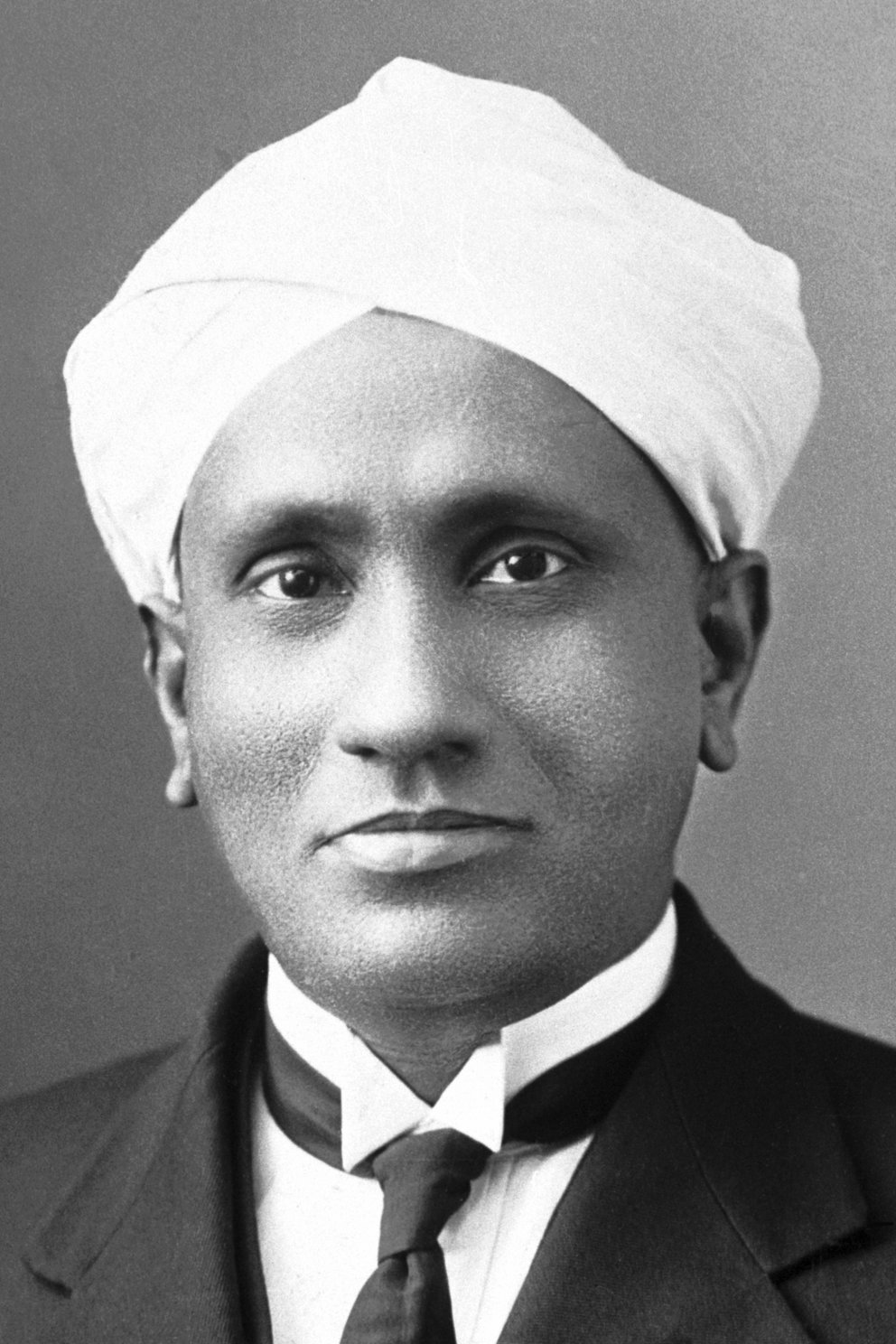
C. V. Raman

- 07. November: C. V. Raman, indischer Physiker († 1970)
- 07. November: Karl Ritter, deutscher Regisseur († 1977)
- 07. November: Reinhold Schünzel, deutscher Schauspieler und Regisseur († 1954)
- 08. November: Piet Valkenburg, niederländischer Fußballspieler († 1950)
- 09. November: Jean Monnet, französischer Staatsmann und Politiker († 1979)

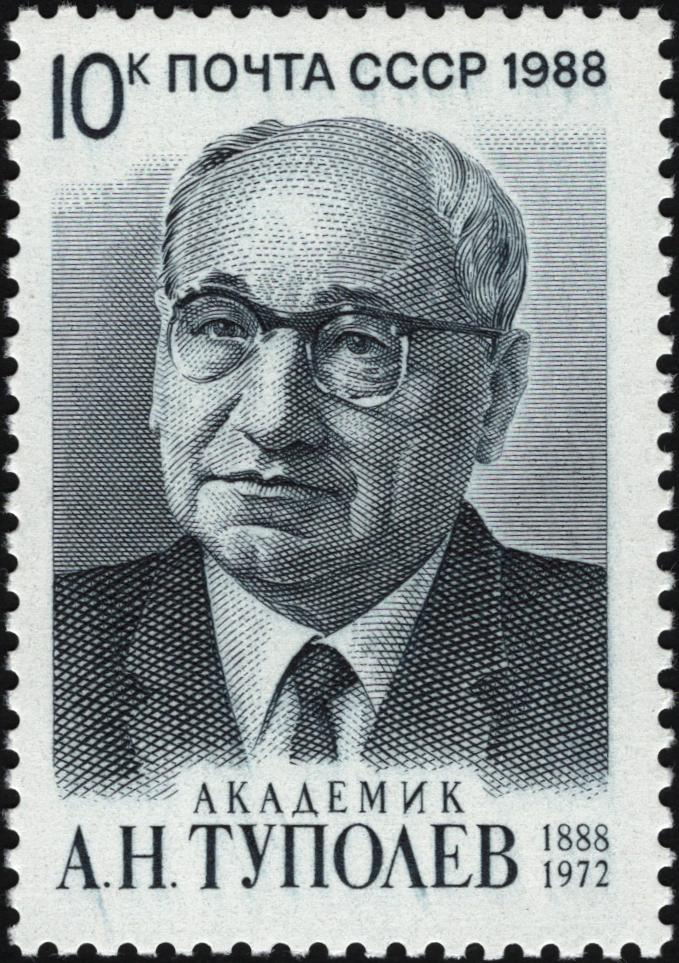
Andrei Nikolajewitsch Tupolew

- 10. November: Andrei Nikolajewitsch Tupolew, russischer Flugzeugkonstrukteur († 1972)
- 10. November: Juan Antonio Ríos Morales, chilenischer Politiker († 1946)
- 11. November: Fred Offenhauser, US-amerikanischer Automobilingenieur und Mechaniker († 1973)
- 12. November: Hans Howaldt, deutscher U-Boot-Kommandant im Ersten Weltkrieg († 1970)
- 12. November: Max Breunig, deutscher Fußballspieler († 1961)
- 15. November: Harald Ulrik Sverdrup, norwegischer Ozeanograph und Professor († 1957)
- 17. November: Curt Goetz, deutscher Schriftsteller und Schauspieler († 1960)
- 17. November: Max Lingner, deutscher Maler, Graphiker und Widerstandskämpfer († 1959)
- 18. November: Georg Adlmüller, deutscher Architekt und Baubeamter († 1966)
- 19. November: Georg Richard Kinat, deutscher Politiker († 1973)
- 19. November: José Raúl Capablanca, kubanischer Schachspieler und Schachweltmeister († 1942)
- 19. November: Manuel Gonçalves Cerejeira, Erzbischof von Lissabon und Kardinal († 1977)
- 20. November: Willi Tillmans, deutscher Kunstmaler († 1985)
- 22. November: Hans von Benda, deutscher Dirigent, Musikredakteur und Offizier († 1972)
- 23. November: Harpo Marx, US-amerikanischer Komiker († 1964)
- 23. November: Al Bernard, US-amerikanischer Sänger († 1949)
- 24. November: Dale Carnegie, US-amerikanischer Schriftsteller und Persönlichkeitstrainer († 1955)
- 24. November: Fritz Klein, rumäniendeutscher KZ-Arzt († 1945)
- 25. November: Hilde Knoth, deutsche Schauspielerin und Hörspielsprecherin († 1933)
- 26. November: Ford Beebe, US-amerikanischer, Regisseur, Drehbuchautor und Produzent († 1978)
- 26. November: Francisco Canaro, uruguayisch-argentinischer Musiker, Arrangeur, Bandleader und Komponist († 1964)
- 26. November: Franz Jung, deutscher Schriftsteller, Ökonom und Politiker († 1963)
- 27. November: Michael Aures, deutscher Musikpädagoge († 1982)
- 28. November: Jakob Ahrer, österreichischer Rechtsanwalt und Politiker († 1962)
- 29. November: Toni Sender, deutsche Politikerin († 1964)
- 30. November: Kenneth Macgowan, US-amerikanischer Filmproduzent und Oscargewinner († 1963)
- 30. November: Hans von Tettau, deutscher Infanteriegeneral während des Zweiten Weltkriegs († 1956)

### Dezember
- 03. Dezember: Heinrich Backhaus, deutscher Politiker der NSDAP († 1943)
- 03. Dezember: Algernon Kingscote, britischer Tennisspieler († 1964)
- 05. Dezember: Leslie Callingham, britischer Automobilrennfahrer († 1960)
- 06. Dezember: Willie Eckstein, kanadischer Pianist und Komponist († 1963)
- 07. Dezember: Albert Florath, deutscher Schauspieler († 1957)
- 11. Dezember: Maud von Ossietzky, Frau von Carl von Ossietzky († 1974)
- 12. Dezember: Philip Neame, britischer Generalleutnant († 1978)
- 13. Dezember: Alfred Landé, deutscher Physiker († 1976)
- 14. Dezember: Harold Hardwick, australischer Schwimmer, Boxer und Rugby-Union-Spieler († 1959)
- 15. Dezember: Aloys Heuvers, deutscher Maschinenbau-Ingenieur († 1967)
- 15. Dezember: James Maxwell Anderson, US-amerikanischer Dramatiker und Librettist († 1959)
- 15. Dezember: William Holloway, US-amerikanischer Politiker († 1970)
- 16. Dezember: Alexander I., König der Serben, Kroaten und Slowenen († 1934)
- 16. Dezember: Wilhelm Murr, deutscher NS-Politiker, Reichsstatthalter von Württemberg († 1945)
- 17. Dezember: Rudolf Martin Argus, deutscher Politiker († 1969)
- 18. Dezember: Robert Moses, US-amerikanischer Stadtplaner († 1981)
- 18. Dezember: Karl Albrecht von Habsburg-Lothringen, österreichischer und polnischer Militär und Gutsbesitzer († 1951)
- 19. Dezember: Fritz Reiner, US-amerikanischer Dirigent († 1963)
- 19. Dezember: Gustav Gundelach, deutscher Politiker († 1962)
- 21. Dezember: Frederick von Antal, ungarisch-britischer Kunsthistoriker († 1954)
- 22. Dezember: J. Arthur Rank, englischer Industrieller und Filmproduzent († 1972)
- 23. Dezember: Friedrich Wolf, deutscher Arzt und Schriftsteller († 1953)
- 24. Dezember: Willi Schlage, deutscher Schachmeister und -trainer († 1940)
- 25. Dezember: Leivick Halpern, jiddischsprachiger Dichter († 1962)
- 25. Dezember: Bodewin Keitel, deutscher General († 1953)
- 25. Dezember: Bernhard Marschall, deutscher katholischer Geistlicher und Journalist († 1963)
- 27. Dezember: Thea von Harbou, deutsche Schauspielerin und Autorin († 1954)
- 27. Dezember: Carlo Sarrabezolles, französischer Bildhauer († 1971)
- 27. Dezember: Tito Schipa, italienischer Tenor und Komponist († 1965)

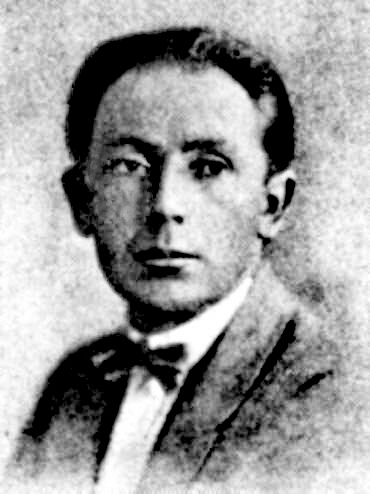
Friedrich Murnau

- 28. Dezember: Friedrich Murnau, deutscher Regisseur († 1931)
- 29. Dezember: Josef Beran, Erzbischof von Prag und Kardinal († 1969)
- 30. Dezember: Ilse Fromm-Michaels, deutsche Komponistin († 1986)

### Genaues Geburtsdatum unbekannt
- ʿAlī ʿAbd ar-Rāziq, ägyptischer Islamgelehrter und Scharia-Richter († 1966)
- Rasim Haşmet Akal, türkischer Dichter, Schriftsteller und Verleger († 1918)
- Otto Aschmann, deutscher Kaufmann und Politiker († 1965)
- Julio Bertrand Vidal, chilenischer Architekt, Fotogra und Zeichner († 1918)
- Abelardo Bustamante, chilenischer Maler und Bildhauer († 1934)
- Ali-Akbar Davar, iranischer Jurist und Politiker († 1937)
- Heinrich Müller, Schweizer Fußballspieler und -trainer († 1957)
- Paul Panda Farnana, kongolesischer Agronom († 1930)
- Mert Plunkett, kanadischer Impresario und Komponist († 1966)
- Sundar Singh, indischer Glaubensbote und christlicher Sadhu († 1929)
- Rudolf Steinweg, deutscher Automobilrennfahrer († 1935)

## Gestorben

### Erstes Quartal
- 02. Januar: Joel Parker, US-amerikanischer Politiker (* 1816)
- 08. Januar: Auguste Maquet, französischer Schriftsteller (* 1813)
- 10. Januar: Jacques Guillaume Lucien Amans, französischer Maler (* 1801)
- 17. Januar: Big Bear, Cree-Häuptling, letzter Indianeraufstand in Kanada (* um 1825)
- 19. Januar: Anton de Bary, deutscher Naturwissenschaftler, Mediziner und Botaniker (* 1831)
- 21. Januar: Jakob Joseph Adam, Schweizer Politiker (* 1828)
- 21. Januar: Adolph Douai, deutsch-US-amerikanischer Journalist, Verleger und Pädagoge (* 1819)
- 22. Januar: Eugène Marin Labiche, französischer Lustspieldichter (* 1815)
- 31. Januar: Johannes Bosco, italienischer Priester und Ordensgründer (* 1815)
- 06. Februar: Thomas Davatz, Schweizer Brasilien-Auswanderer (* 1815)
- 08. Februar: Robert Houston Anderson, US-amerikanischer Brigadegeneral (* 1835)
- 09. Februar: Benjamin Eggleston, US-amerikanischer Politiker (* 1816)
- 10. Februar: Heinrich Leberecht Fleischer, deutscher Arabist (* 1801)
- 19. Februar: Karl Bartsch, deutscher Philologe und Gründer des ersten Germanistischen Instituts in Deutschland (* 1832)
- 22. Februar: Moses Witbooi, Kaptein der Witbooi-Orlam (* 1807/08)
- 04. März: Amos Bronson Alcott, US-amerikanischer Schriftsteller und Pädagoge (* 1799)
- 04. März: Giovanni Antonio Farina, Seliger, italienischer Bischof (* 1803)
- 05. März: Franz von Sonnenfeld, Schweizer Schriftsteller (* 1821)
- 06. März: Louisa May Alcott, US-amerikanische Schriftstellerin (* 1832)

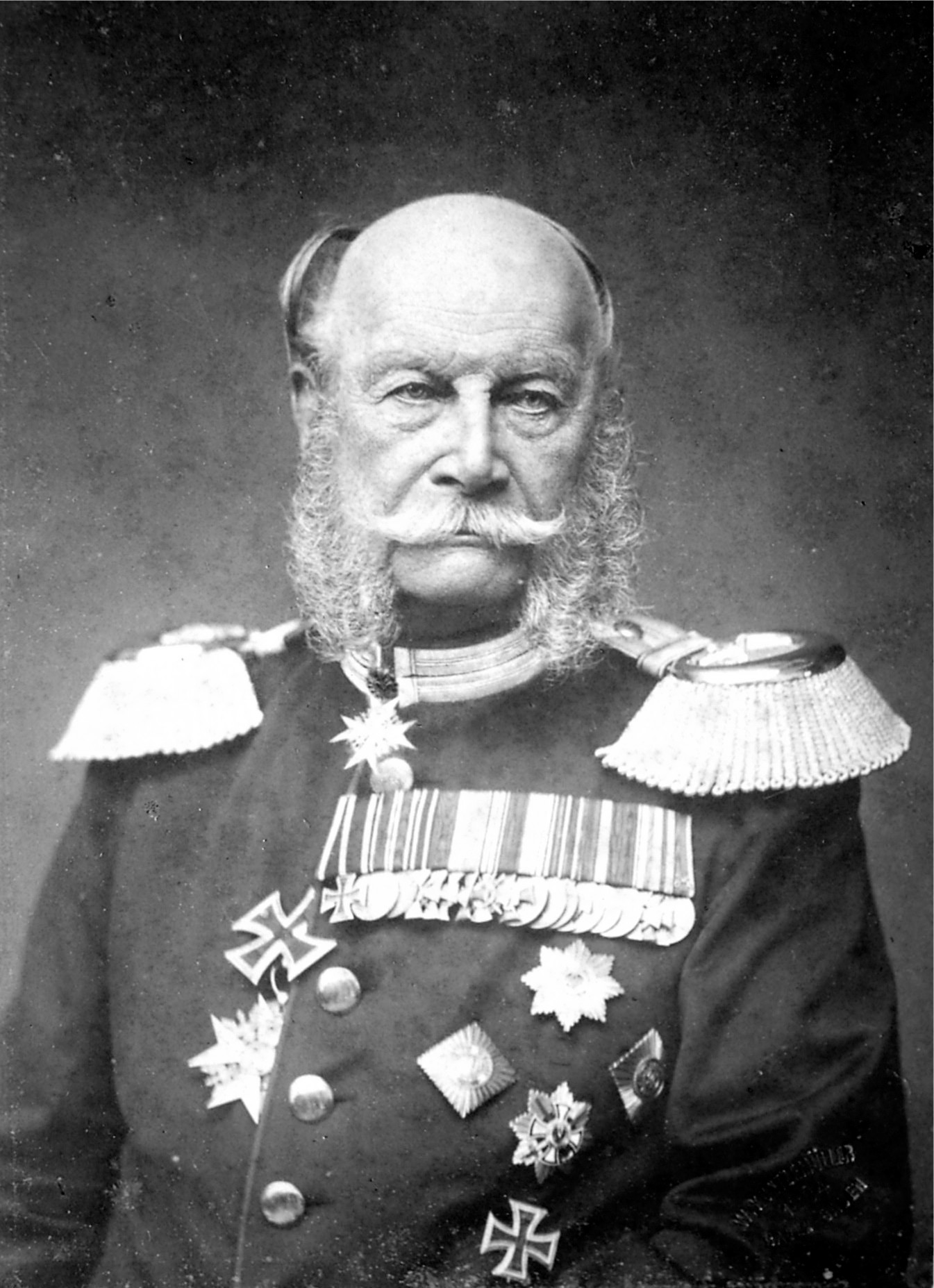
Wilhelm I., 1884

- 09. März: Wilhelm I., Deutscher Kaiser und König von Preußen (* 1797)
- 11. März: Friedrich Wilhelm Raiffeisen, Kommunalpolitiker, Mitgründer der genossenschaftlichen Bewegung in Deutschland (* 1818)
- 13. März: Carl Hunstein, deutscher Kolonialbeamter und Ornithologe (* 1843)
- 16. März: Ludwig Steub, deutscher Schriftsteller (* 1812)
- 17. März: Horace Fairbanks, US-amerikanischer Politiker (* 1820)
- 18. März: Charles Monselet, französischer Schriftsteller, Journalist, Lyriker und Librettist (* 1825)
- 19. März: John Pendleton King, US-amerikanischer Politiker (* 1799)
- 23. März: Morrison R. Waite, Oberster Richter der USA 1874–1888 (* 1816)
- 24. März: John Thompson Hoffman, von 1869 bis 1873 Gouverneur des Bundesstaates New York (* 1828)
- 25. März: Désiré Nisard, französischer Literaturhistoriker (* 1806)
- 26. März: Barghasch ibn Said, Sultan von Sansibar (* 1837)
- 28. März: Erneste-Louis-Henri-Hyacinthe Arrighi de Casanova, Herzog von Padua und französischer Politiker (* 1814)
- 29. März: Charles Valentin Alkan, französischer Komponist und Klaviervirtuose (* 1813)

### Zweites Quartal
- 01. April: Jean Conte, französischer Komponist (* 1830)
- 04. April: Benjamin H. Brewster, US-amerikanischer Politiker (* 1816)
- 10. April: Marie von Württemberg, paragierte Landgräfin von Hessen-Philippsthal (* 1818)
- 14. April: Johann Fridolin Müller, Schweizer Unternehmer und Politiker (* 1830)
- 15. April: Matthew Arnold, englischer Dichter und Kulturkritiker (* 1822)
- 15. April: Anton Stecker, österreichischer Afrikareisender (* 1855)
- 16. April: Friedrich Grillo, deutscher Industrieller (* 1825)
- 19. April: Arunah Shepherdson Abell, US-amerikanischer Verleger (* 1806)
- 19. April: Thomas Russell Crampton, britischer Maschinenbauer und Ingenieur (* 1816)
- 22. April: Ferdinand Gustav Kühne, deutscher Schriftsteller und Literaturkritiker (* 1806)
- 25. April: Urs Schild, Schweizer Industrieller und Politiker (* 1829)
- 01. Mai: William Wirt Adams, US-amerikanischer Brigadegeneral des konföderierten Heeres im Amerikanischen Bürgerkrieg (* 1819)
- 06. Mai: Vinzenz Kreuzer, österreichischer Zeichner und Landschaftsmaler (* 1809)
- 11. Mai: Frederick Miller, US-amerikanischer Unternehmer (* 1824)
- 15. Mai: Hervé Mangon, französischer Politiker und Ingenieur (* 1828)
- 16. Mai: Pierre Adolphe Lesson, französischer Arzt, Anthropologe und Naturforscher (* 1805)
- 19. Mai: Julius Rockwell, US-amerikanischer Politiker (* 1805)
- 26. Mai: Ascanio Sobrero, italienischer Chemiker (* 1812)
- 01. Juni: Anton Sommer, deutscher (Thüringer) Mundartdichter (* 1816)
- 04. Juni: Turki ibn Said, Sultan von Maskat und Oman (* 1832)
- 07. Juni: Edmond Lebœuf, französischer General, Marschall von Frankreich (* 1809)

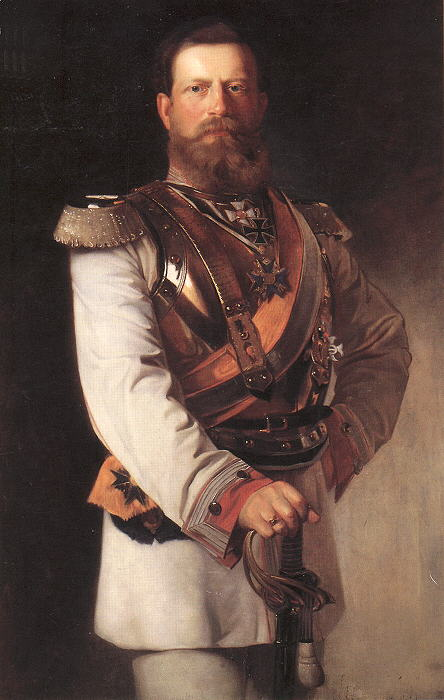
Friedrich III., 1874

- 15. Juni: Friedrich III., Deutscher Kaiser und König von Preußen (* 1831)
- 15. Juni: Ole Richter, norwegischer Jurist, Redakteur und Politiker (* 1829)
- 16. Juni: Georg von Adelmann, deutscher Mediziner (* 1811)
- 20. Juni: Johannes Hermann Zukertort, polnischer Schachspieler (* 1842)
- 21. Juni: Victoria Benedictsson, schwedische Schriftstellerin (* 1850)
- 22. Juni: Franz Napoleon Heigel, französisch-deutscher Maler (* 1813)
- 22. Juni: Edmund Neupert, norwegischer Pianist, Komponist und Musikpädagoge (* 1842)

### Drittes Quartal

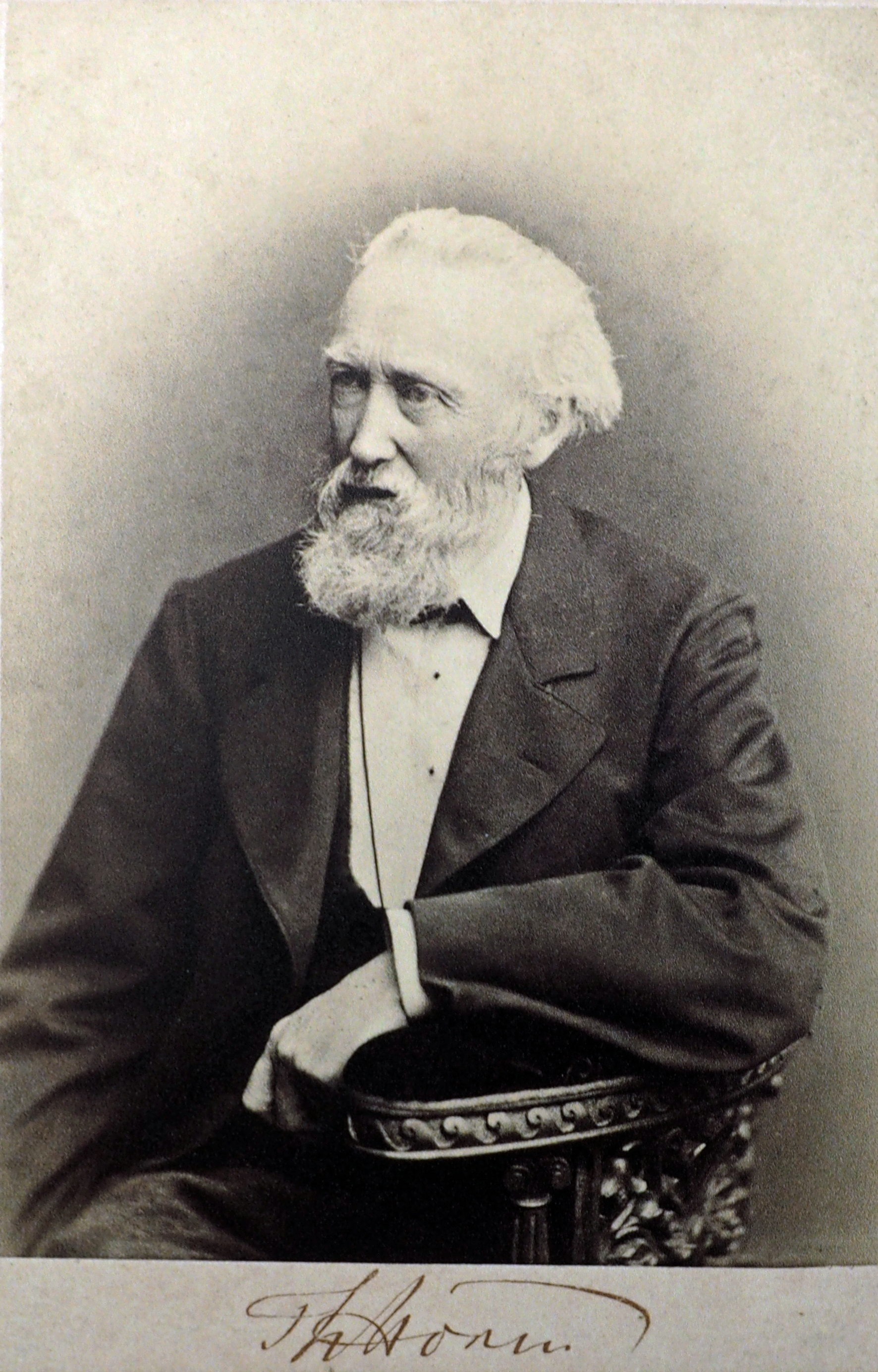
Theodor Storm, 1886

- 04. Juli: Theodor Storm, deutscher Schriftsteller (* 1817)
- 04. Juli: Friedrich Albert Mehmel, deutscher Orgelbauer (* 1827)
- 09. Juli: Basil Ferdinand Curti, Schweizer Jurist und Politiker (* 1804)
- 11. Juli: Peter Taugwalder, Schweizer Bergsteiger und Bergführer (* 1820)
- 11. Juli: Hugo Ernst Heinrich Rühle, deutscher Mediziner (* 1824)
- 14. Juli: Johannes Henricus Brand, Präsident des Oranje-Freistaats (* 1823)
- 18. Juli: Wilhelm Bücher, deutsch-österreichischer Architekt (* 1824)
- 20. Juli: Paul Langerhans, deutscher Pathologe (* 1847)
- 20. Juli: Thomas L. Young, US-amerikanischer Politiker (* 1832)
- 30. Juli: Moses Petschek, Begründer der deutschböhmischen Unternehmerdynastie Petschek (* 1822)
- 05. August: Émile Eudes, französischer Kommunarde (* 1843)
- 09. August: Charles Cros, französischer Dichter und Erfinder (* 1842)
- 10. August: Georg Weber, deutscher Philologe und Historiker (* 1808)
- 11. August: Arend Berkholz, Bürgermeister von Riga (* 1808)

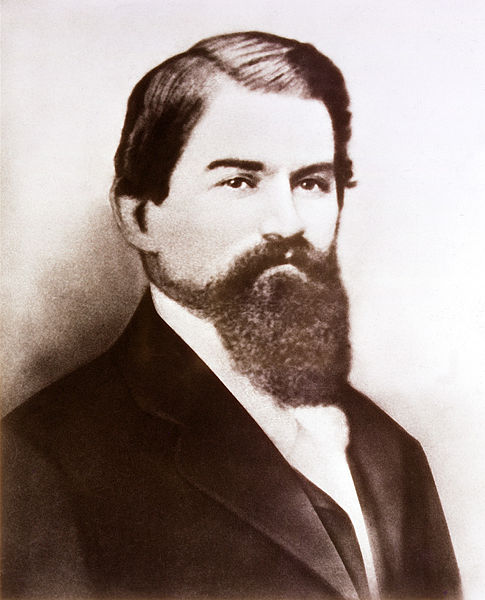
John Pemberton

- 16. August: John Pemberton, US-amerikanischer Drogist und Coca-Cola-Erfinder (* 1831)
- 22. August: Charles W. Cathcart, US-amerikanischer Politiker (* 1809)
- 24. August: Rudolf Clausius, deutscher Physiker (* 1822)
- 24. August: Jakob Eisendle, Südtiroler Bauer und Erfinder (* 1811)
- 25. August: Karl Heine, deutscher Rechtsanwalt, Unternehmer und Industriepionier (* 1819)
- 28. August: Georg Beseler, deutscher Jurist und Politiker (* 1809)
- 30. August: Johann Peter Grieß, deutscher Chemiker (* 1829)
- 31. August: Mary Ann Nichols, erstes Opfer der Whitechapel-Morde des Serienmörders Jack the Ripper (* 1845)
- 07. September: Tito Ricordi, italienischer Musikverleger (* 1811)
- 08. September: Annie Chapman, zweites Opfer der Whitechapel-Morde des Serienmörders Jack the Ripper (* 1841)
- 11. September: Domingo Faustino Sarmiento, argentinischer Präsident (* 1811)
- 17. September: John Cummins Edwards, US-amerikanischer Politiker (* 1806)
- 23. September: François-Achille Bazaine, Marschall von Frankreich (* 1811)
- 26. September: Emil Baehrens, deutscher Altphilologe (* 1848)
- 28. September: Carl Giesecke, deutscher Orgelbauer (* 1812)
- 30. September: Elizabeth Stride, drittes Opfer der Whitechapel-Morde des Serienmörders Jack the Ripper (* 1843)
- 30. September: Catherine Eddowes, viertes Opfer der Whitechapel-Morde des Serienmörders Jack the Ripper (* 1842)
- 30. September: Friedrich Karl Heinrich Otto Gebhardt, deutscher Jurist und Politiker (* 1827)

### Viertes Quartal
- 02. Oktober: John Ella, englischer Geiger, Musikschriftsteller und Konzertveranstalter (* 1802)
- 08. Oktober: Moritz Schmidt, deutscher Altphilologe (* 1823)
- 18. Oktober: Alessandro Antonelli, italienischer Architekt (* 1798)
- 18. Oktober: Albert Zimmermann, deutscher Maler (* 1809)
- 23. Oktober: Robert Justus Kleberg, deutsch-US-amerikanischer Farmer, Soldat und Beamter (* 1803)
- 26. Oktober: William Thomas Hamilton, US-amerikanischer Politiker (* 1820)
- 27. Oktober: Emil Carl Friedrich Wilhelm Annecke, deutscher Revolutionär und US-amerikanischer Journalist und Jurist (* 1823)
- 29. Oktober: Hans Speckter, deutscher Illustrator, Zeichner und Autor (* 1848)
- 01. November: Nikolai Prschewalski, russischer Forschungsreisender (* 1839)
- 05. November: Kanō Hōgai, japanischer Maler (* 1828)
- 07. November: Ludwig Müller-Uri, deutscher Glaskünstler (* 1811)
- 09. November: Mary Jane Kelly, fünftes Opfer der Whitechapel-Morde des Serienmörders Jack the Ripper (* 1863)
- 10. November: George Bingham, 3. Earl of Lucan, britischer Feldmarschall (* 1800)
- 15. November: Herzog Max in Bayern, bayerischer Herzog (* 1808)
- 18. November: Nikolaus Delius, deutscher Anglist und Shakespeare-Forscher (* 1813)
- 19. November; Hermann Christian Arndts, preußischer Beamter, Syndikus, Verwalter und Landtagsabgeordneter (* 1831)
- 21. November: Elias Erkko, finnischer Schriftsteller (* 1863)
- 25. November: Wilhelm Mohr, deutscher Journalist (* 1838)
- 27. November: Wilhelm Hertenstein, Schweizer Politiker (* 1825)
- 01. Dezember: Anthim I., bulgarischer Prälat, Politiker, Exarch und Oberhaupt der bulgarisch-orthodoxen Kirche (* 1816)

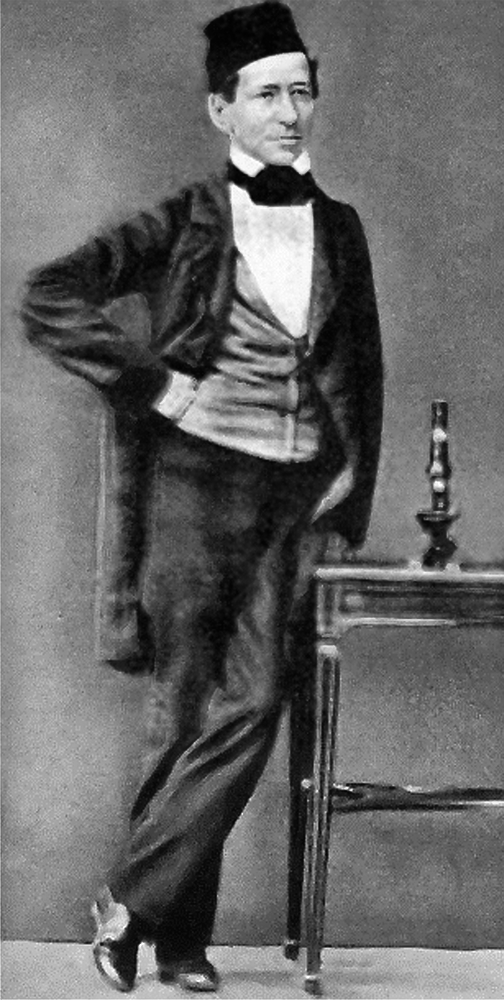
Carl Zeiss, um 1861

- 03. Dezember: Carl Zeiss, deutscher Mechaniker und Unternehmer (* 1816)
- 06. Dezember: Samuel Earnshaw, englischer Geistlicher, Physiker und Mathematiker (* 1805)
- 09. Dezember: Maria Brignole Sale De Ferrari, italienische Aristokratin, Salonière und Mäzenin (* 1811)
- 10. Dezember: Auguste Placet, französischer Violinist und Dirigent (* 1816)
- 15. Dezember: Alexander von Hessen-Darmstadt, Begründer des neuzeitlichen Hauses Battenberg (* 1823)
- 18. Dezember: Caroline de Barrau de Muratel, französische Philanthropin, Schriftstellerin, Erzieherin und Feministin (* 1828)
- 24. Dezember: Michail Loris-Melikow, General der russischen Armee, Innenminister und Chef der Geheimpolizei (* 1824)

### Genaues Todesdatum unbekannt
- Nataniel Aguirre, bolivianischer Dichter, Dramaturg, Rechtsanwalt, Politiker und Diplomat (* 1843)
- Anne Childes Seguin, US-amerikanische Opernsängerin (* 1809)
- Francesco Corradini, italienischer Philologe (* 1820)

## Trivia
Das Jahr 1888 wurde wegen der Form der letzten drei Ziffern humorvoll Dreibrezeljahr genannt.